# أمازيغ
الأمازيغ (الاسم الذاتي الحالي) (بالأمازيغيَّة: Imaziɣen ، ⴰⵎⴰⵣⵉⵖ ، إيمازيغن) أو البربر هم مجموعة إثنية وسكان أصليين لشمال إفريقيا وتحديداً المنطقة المغاربية. ويقطن الأمازيغ أساساً بالمغرب والجزائر وتونس وليبيا وموريتانيا وشمال مالي وشمال النيجر وبجزء صغير من غرب مصر إضافةً إلى جزر الخالدات.
يتوزع الأمازيغ من المحيط الأطلسي إلى واحة سيوة في مصر ومن البحر المتوسط إلى نهر النيجر في غرب إفريقيا. من الناحية التاريخيَّة، تحدثت الشعوب الأمازيغية اللغة الأمازيغيَّة، وهي فرع من عائلة اللغات الأفريقية الآسيوية. وهناك قرابة 36 مليون أمازيغي لا زال يتحدث بها.
يُعتقد أنَّ بعض سكان شمال إفريقيا غرب مصر هم من أصل عرقي أمازيغي، على الرغم من أن التعريب والأسلمة أدت إلى ظهور أمازيغ معربين. وهناك مجموعات مستمزغة وهي من أصل عربي. وتمشياً مع سياسة الدمج والإلحاق عمد الاستعمار الفرنسي إلى بث التفرقة بين السكان وتقسيمهم على أساس جنسي وعرقي زاعماً أن العرب قوم غرباء قدموا من خارج البلاد واحتلوها. وأن البربر لا ينتمون إليهم، وأنهم من جنس لا يمت إلى الجنس العربي بصلة. وعمل العلم الإستعماري على فكرة التمييز بين العرب والبربر خلال القرن التاسع عشر متوخياً أساليب أكاديمية وطرقاً من البحث والوصف لم تكن معهودة من قبل كان لها تأثير واسع في عقول الكثيرين. وكان الإستعماريون يرون أنه «من الخطر أن تترك كتلة ملتحمة من المغاربة تتكوٌن». يعيش معظم الأمازيغ الناطقين باللغة الأمازيغيَّة في المغرب والجزائر وليبيا وتونس وشمال مالي وشمال النيجر. وتوجد أيضاً مجموعات أصغر من السكان الناطقين باللغة الأمازيغية في موريتانيا وبوركينا فاسو ومدينة سيوة في مصر. وهناك مجموعات كبيرة من المهاجرين الأمازيغ الذين يعيشون في فرنسا وإسبانيا وكندا وبلجيكا وهولندا وألمانيا وإيطاليا ودول أخرى في أوروبا. غالبية الأمازيغ هم من المسلمين على مذهب أهل السنة والجماعة، مع أقلية إباضية. منذ عهد قريب، تحول بعض الأمازيغ إلى الإسلام الشيعي أو المسيحية أو الإلحاد.
تميل الهوية الإثنية الأمازيغية (البربرية) اليوم غالباً لأن تكون إثنولغوية، تشمل الناطقين باللغات الأمازيغية كلغة أم الذين يشكلون مجموعات إثنية فرعية. لكن أيضاً يمكن أن تشمل الناطقين بالعربية كلغة أم (اللهجات المغاربية) الذين يعرفون بأنفسهم كبربر، خاصةً تاريخياً حيث تبنى بعض البربر اللغة العربية خلال التحول اللغوي، كما اكتسب آخرين هوية عربية عن طريق الاستيعاب الثقافي.
من أشهر الشخصيات الأمازيغية: ماسينيسا، ولوكيوس أبوليوس، وويوغرطة، وآريوس، وأوغسطينوس، ومونيكا، ويوبا الثاني، وكسيلة، والكاهنة ديهيا ويوسف بن تاشفين، محمد بن عبد الكريم الخطابي، زين الدين زيدان.

## التسميات

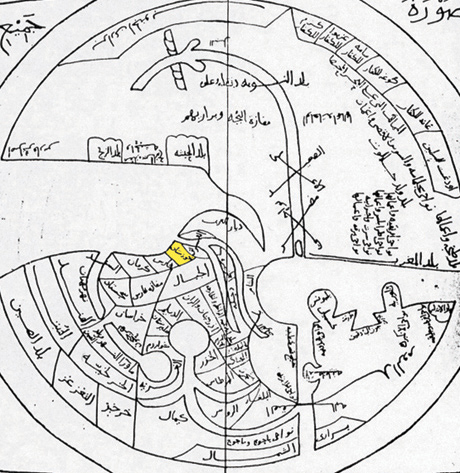
خريطة ابن حوقل حوالي 977 م؛ يمين الصورة: «بلد المغرب» و«بلد ولد جالوت»، حيث أن البربر تقليديا من ذريته حسب النسابين.

### تسمية أمازيغ
كلمة أمازيغ في اللغات الأمازيغية تشير إلى المفرد، وجمعها إيمازيغن. وأمازيغ هو الاسم الذي يسمي به الأمازيغ أنفسهم منذ القدم، وبه عرفهم أقدم المؤرخين وكذلك أقرب جيرانهم. يعود أقدم ذكر للتسمية إلى عهد رمسيس الثالث لكن بشكل محرف في النطق والكتابة. فسماهم المصريون القدماء «ماشوش» لأن اللغة المصرية في ذلك الوقت كانت تقلب الزاي شينا، والغين شينا أيضا بعد قلبه خاءا، وتفصل في الكتابة بواو فارقة بين الحرفين المتجانسين.
يعود أقدم ذكر للمصطلح لدى الكتاب والمؤرخين إلى أعمال المؤرخ اليوناني هكتيوس الملطي الذي عاش في القرن السادس قبل الميلاد، والتي تم الٳعتماد عليها خلال القرن السادس ميلادي من قبل المعجمي والفيلسوف ستيفان البيزنطي في كتابه الشهير ستيفان إثنيات بيزنطة. ويذكر المعجم لفظ مازيغ (باليونانية البيزنطية: mazyer) على أنها تسمية الإثنية لشعب النوميد، والليبو ويرادفها في المعنى ماكسير (باليونانية البيزنطية: Maxyer) وماكلير (باليونانية البيزنطية: Machlyer).

### تسمية بربر

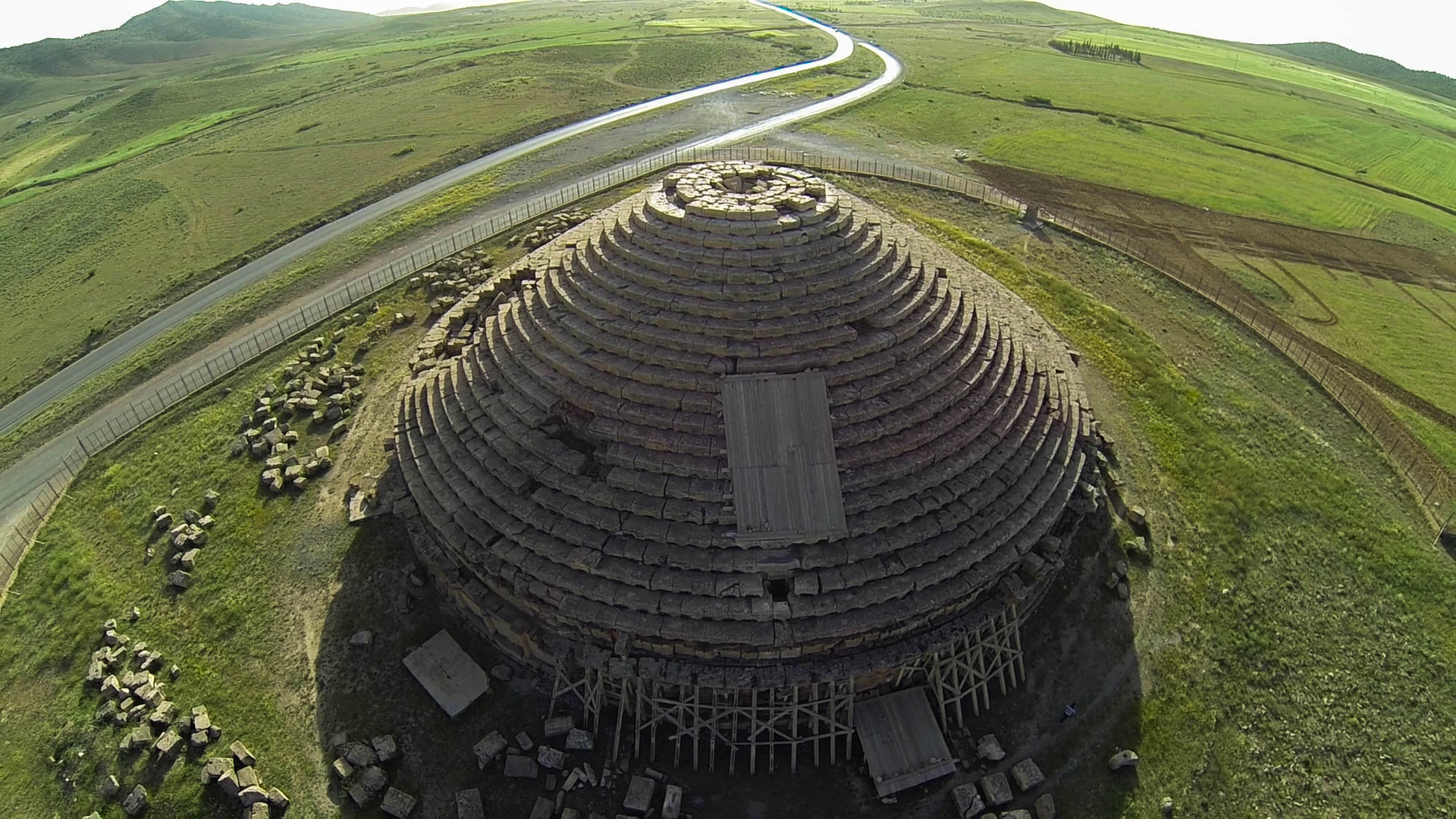
إيمدغاسن، في باتنة، هو ضريح نوميدي، أحد أقدم المعالم الأثرية في الجزائر الحالية (300 قبل الميلاد)

لقد كان أول استخدام لهذه التسمية في العصور القديمة، حيثُ استخدم الإغريق والرومان والبيزنطيون جميعًا مصطلح «البربر» في إشارة إلى القبائل المختلفة التي سكنت «ليبيا الكبرى» (أي المنطقة التي تسمى الآن شمال إفريقيا) ويأتي مصطلح البربر في الأصل من اليونانية: βάρβαρος (بارباروس) الذي يعني في اللغة اليونانية القديمة «غير الناطقين باليونانية» أو «الشعوب غير اليونانية».
بربري (نسبة إلى بَرْبَرْ) في اللغة العربية، قد يعود أصل المصطلح إلى اليونانية القديمة βάρβαρος (بارباروس) التي تعني «غير اليوناني»، و«الأجنبي»، والذي اشتق منه أيضا تسمية «برابرة». لاحقا استعمل المصطلح كإسم إثني بعد الفتح الإسلامي لبلاد المغرب الذي كان تحت حكم البيزنطيين وأطلق على مجموع القبائل المحلية.

أما في اللغة العربية، فيذكر ابن خلدون في مقدمته إشارات حول أصول الكلمة أثناء ذكره لبعض الفرضيات فيما يخص نسب البربر والتي أكد عدم صحتها لاحقا. [رأي شخصي؟]
«وقال هانئ بن بكور الضريسي وسابق بن سليمان المطماطي وكهلان بن أبي لؤي وأيوب بن أبي يزيد وغيرهم من نسابة البربر فرقتان كما قدمناه وهما البرانس والبتر من ولد بر بن قيس بن عيلان والبرانس بنو بربر سحو بن أبزج بن جمواح بن ويل بن شراط بن ناح بن دويم بن داح بن ماريغ بن كنعان بن حام.»
ويضيف كذلك
«يقال: إن أفريقش بن قيس بن صيفي من ملوك التبابعة لما غزا المغرب وإفريقيا، وقتل الملك جرجيس، وبنى المدن والأمصار، وباسمه زعموا سميت إفريقية لما رأى هذا الجيل من الأعاجم وسمع رطانتهم ووعى اختلافها وتنوّعها تعجب من ذلك، وقال: ما أكثر بربرتكم فسموا بالبربر. والبربرة بلسان العرب هي اختلاط الأصوات غير المفهومة، ومنه يقال بربر الأسد إذا زأر بأصوات غير مفهومة.»

وفي وصف إفريقيا يقول ليون الأفريقي:
«ويعتقد هؤلاء بأنه من الثابت أن بلاد البربر ونوميديا كانت خالية من السكان خلال العديد من القرون. أما الذين استوطنوها، وأقصد بذلك الجنس الأبيض فقد سموا البربر، وهو اسم مشتق، حسبما يقول البعض، من فعل باللغة العربية وهو بربر ومعناه تمتم. وذلك أن اللسان الأفريقي يظهر في سمع العرب كأصوات الحيوانات المبهمة الشبيهة بالصراخ والمجردة من المقاطع. ويرى آخرون أن كلمة بربر هي كلمة مزدوجة لأن البر في اللغة العربية يعني الصحراء. ويقال إنه في العصر الذي انكسر فيه الملك إفريقو على يد الآشوريين أو ربما أمام الأثيوبيين هرب باتجاه مصر. ولما كان مطاردا من قبل العدو ونظرا لأنه لا يعرف كيف يدافع عن نفسه فقد طلب إلى جماعته أن يفتوه في أمره ويبيّنوا الطريق التي ينبغي سلوكها حفظا على سلامتهم. فلم يكن جوابهم سوى أن صرخوا «البر، البر» أي إلى الصحراء الإفريقية.»

وقال الحسن بن أحمد الهمداني اليمني في كتاب الإكليل
أن: " أولد سام خمسة نفر: وهم إرفخشذ بن سام، واشوذ بن سام، ولاوذ بن سام، وعويلم بن سام، وإرم بن سام. فأولد عويلم بن سام: شعبر، وكربل، وبراكيل، وممري، وكنعان ". (ص 145 ج1) - قال محمد حسين الفرح "فليس كنعان من أبناء حام وإنما هو (كنعان بن عويلم بن سام) - كما في الإكليل - وقد أثبتت العديد من الدراسات إن قبائل كنعان سامية، وإن مهد الكنعانيين وموطنهم الأول هو جنوب الجزيرة العربية، فيكون النسب الكامل للبربر الأمازيغ هو أنهم قبائل " أمازيغ بن كنعان بن عويلم بن سام ".
ولئن كان من الصعب أن ندرك صلة النسب القديمة بين العرب القدماء والبربر، فإنه ليس من الصعب أن نتابع  الأستاذ جرينبرج فيما ذهب إليه من أن لغة البربر واللغات السامية تمت كلها  إلى أصل واحد. وقد سماها المجموعة الأفرو أسيوية. ولن تكون القربة اللغوية قائمة دون أن تستند إلى شيء من القرابة الروحية بين العرب وسكان إفريقية،  كان له الفضل في استجابة سكان إفريقية الشمالية للمؤثرات العربية والإسلامية. ولن نكون أيضاً مسرفين إذا ذهبنا إلى أن سيل الهجرة من جزيرة العرب قبل الإسلام وبعده لم يكن ضعيفاً ولا نادراً، بل كان قوياً دائماً ومتصلا على مدى القرون.

### الاستعمال المعاصر
يستعمل اليوم اسم «أمازيغ» (Amazighs) كتسميل لمصطلح «بربر» (Berbers) في اللغة العربية على وجه الخصوص، وعند النسابة «مازيغ» هو أحد أسلاف البربر حيث أن «مازيغ بن كنعان بن حام» يعتبر جدا مشترك للأمازيغ، بينما يذكر ليون الأفريقي أن « آوال آمازيغ» تعني «لغة النبلاء»، وبالتالي يشير المصطلح عنده إلى المستوى الاجتماعي لهذا الشعب.
ثم الإشارة لمعنى مصطلح "amazigh" في الدراسات الأثنولوجية بالفترة الاستعمارية عند بربر المغرب تحديدا ويعني «النبيل» و«الرجل الحر»، ونجد أن المصطلح أستخدم في أوقات مختلفة من التاريخ وفي جميع أنحاء شمال إفريقيا، إلى أنه قد تلاشى من ذاكرة قبائل المنطقة الساحلية. والأثر الوحيد للمصطلح الذي ما زلنا نعثر عليه هو لدى أمازيغ الأطلس المتوسط، والذين يسمون لغتهم تمازيغت. بالضبط كما يعطي الطوارق التسمية للغتهم اسم تماشيق، والتي تختلف عن تلك الموجودة في الأطلس من خلال الاختلافات في اللهجات فقط.

### تسميات وأصول تاريخية
عرفت منطقة بلاد المغرب تاريخيا بعدة مسميات استنادا إلى أسماء قبلية وغيرها؛

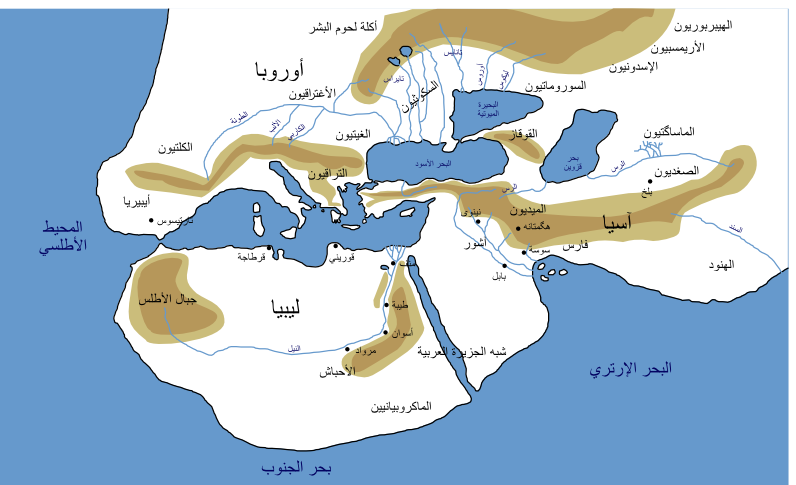
خريطة العالم حسب هيرودوت (484 ق.م – 425 ق.م)؛ اسم «ليبيا» يتوافق مع منطقة «بلاد المغرب».

أطلق الإغريق مصطلح «ليبيا» (الأتيكية اليونانية: Λιβύη Libúē، دوريكية يونانية: Λιβύᾱ Libúā) على ما يتوافق مع المنطقة المغاربية الحالية، إستنادا على اسم «ليبو» (الإغريقية القديمة: Λίβυες Líbyes، لاتينية: Libyes)،_ _ وذلك خلال العصر البرونزي.ولهذا السبب أطلق الإغريق على المنطقة التي استعمروها بالجبل الأخضر اسم ليبيا وذلك راجع إلى أنها الجزء الوحيد المألوف لديهم من منطقة شمال أفريقيا. ولا شك في أن ذلك راجع إلى أن هذا الإقليم قد بدا للإغريق على أنه هو ليبيا أي «أفريقيا برمتها» _ من حيث أنه هو الإقليم الوحيد الذي كان مألوفآ لهؤلاء من القارة حقيقة. وثق الليبو منذ العصر البرونزي المتأخر كسكان للمنطقة (المصرية: R'bw، البونيقية: 𐤋𐤁𐤉 lby). _ ربو: نقلت إلى اليونانية (ليبو) أو (لوبو) Lybu (حرف y يمثل صوت الواو أصلاً في اليونانية، ثم صار يمثل صوت الياء. وكثيراً ما يقلب الراء عند النقل إلى اليونانية لاماً. وقد ورد ذكرهم عند العبرانيون في (توراتهم) بمثل لفظها عند اليونان «لوبيم» غير أنها بميم الجمع، ثم زادوا عليها هاء فصارت «لهوبيم» العربية «لوبيون» و«ليبيون» أما مكتشف سر قراءة الرموز الهيروغليفية (شامبليون) فقد ترجم «ريبو» المصرية إلى: بدو (bedouins) وليس (ليبيين) وهذه هي الترجمة الصحيحة الصائبة. وأن الواو في (ربو) للجمع في اللغة المصرية القديمة والجذر هو «رب» وما دام المقصود هو أهل البداوة في مقابل أهل الأمصار (المصريين) فإن حرف العين سقط.من الجذر الثلاثي (عرب) الذي يعني أساساً الظهور والبداوة تماماً كما تعنيه كلمة (أعراب) وجذورها (عرب) ونلاحظ أيضاً أن (الربو) لم يكونوا قبيلة واحدة بل مجموعة قبائل متحالفة في ماعرف بالغزو الليبي العظيم لوادي النيل أيام الفرعون مرنبتاح ثم رمسيس الثالث أواخر القرن الثالث عشر وأوائل القرن الثاني عشر قبل الميلاد  أقدم المراجع المعروفة لتاريخ ليبو تعود إلى رمسيس الثاني وخليفته مرنبتاح، من الأسرة التاسعة عشرة لمصر، خلال القرن 13 قبل الميلاد. يظهر LBW كاسم إثني على لوحة مرنبتاح.
أما الإغريق فقد أطلقوا عليهم اسم المازيس Mazyes، كما أن المؤرخ اليوناني هيرودوتس أشار إلى الأمازيغ بالكلمة ماكسيس Maxyes، والكلمتين معا تشبهان في مخارجهما لفظة مازيـ (غ)ـس. وأطلق المصريون القدماء على جيرانهم الأمازيغ اسم «المشوش» وهم «تامشاشت» وهي قبيل من بطون أوربة. أما الرومان فقد استعملوا عدة تسميات للبربر بينها النوميديون وتقتصر على أرض الواحات، الموريتانيون وتقتصر على جبال الريف، والريبو وحتى البرابر. وكان العرب غالبا يطلقون عليهم اسم المغاربة وأهل المغرب أو البربر نقلا عن الرومان.
وتختلف اللهجات ذات الأصول الأمازيغية في نطق هذا اللفظ فهو عند طوارق مالي «أيموهاغ» بقلب الزاي هاء، وعند طوارق منحنى نهر النيجر الغربي «إيموشاغ»، أما في أغاديس بالنيجر فينطقونه «إيماجيغن»، والمقصود بجميع هذه التصحيفات إنما هو «إيموزاغ» أو «إيمازيغن».
«الأمازيغ» أو إيمازيغن، وهي كلمة يرجح أصلها إما إلى مفرد كلمة «أمازيغ» التي تعني الرجل الحر في لغة الطوارق الأمازيغية القديمة في مقابل «أسوقي» على الأسود منهم أو العبد. ووفقا للحسن بن محمد الوزان والمشهور ب ليون الأفريقي وصاحب كتاب وصف إفريقيا، فإن كلمة «أمازيغي» قد تعني «الرجل الحر» ولا تطلق على الأسود منهم.

يعتقد البعض أن "المزغ" يعني في اللغة العربية "أحمر"، وأن الأمازيغ من ذرية حمير بن سبأ، وبالنسبة إلى «إما» فهي جمع، وهذه المفردات تتواجد إلى الآن باللهجات اليمنية 

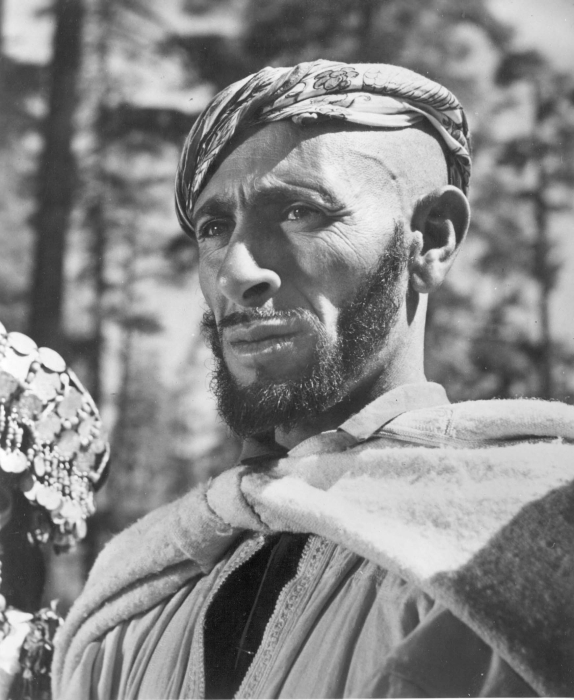
صورة لرجل من أمازيغ المغرب في بدايات القرن العشرين

| أبناء مازيغ    |                    |       |      |              |  |  |  |  |        |        |        |                |                |       |       |       |       |       |        |        |        |  |  |  |  |  |
|                |                    |       |      |              |  |  |  |  |        |        |        |                |                |       |       |       |       |       |        |        |        |  |  |  |  |  |
|                | مازيغ              |       |      |              |  |  |  |  |        |        |        |                |                |       |       |       |       |       |        |        |        |  |  |  |  |  |
| \|             |                    |       |      |              |  |  |  |  |        |        |        |                |                |       |       |       |       |       |        |        |        |  |  |  |  |  |
| ماذغيس (البتر) | ماذغيس (البتر)     |       |      |              |  |  |  |  |        |        |        | برنس (البرانس) | برنس (البرانس) |       |       |       |       |       |        |        |        |  |  |  |  |  |
|                |                    | زحيك  | زحيك |              |  |  |  |  | ازداجة | ازداجة | مصمودة | مصمودة         | أوربة          | أوربة | عجيسة | عجيسة | كتامة | كتامة | صنهاجة | صنهاجة | أوريغة |  |  |  |  |  |
|                |                    |       |      |              |  |  |  |  |        |        |        |                |                |       |       |       |       |       |        |        |        |  |  |  |  |  |
|                | لوا الأكبر         | نفوسة | ضرية | أداس (أداسة) |  |  |  |  |        |        |        |                |                |       |       |       |       |       |        |        |        |  |  |  |  |  |
| نفزا (نفزاوة)  | لوا الأصغر (لواتة) |       |      |              |  |  |  |  |        |        |        |                |                |       |       |       |       |       |        |        |        |  |  |  |  |  |
|                |                    |       |      |              |  |  |  |  |        |        |        |                |                |       |       |       |       |       |        |        |        |  |  |  |  |  |

## التاريخ

### العصور الحجرية

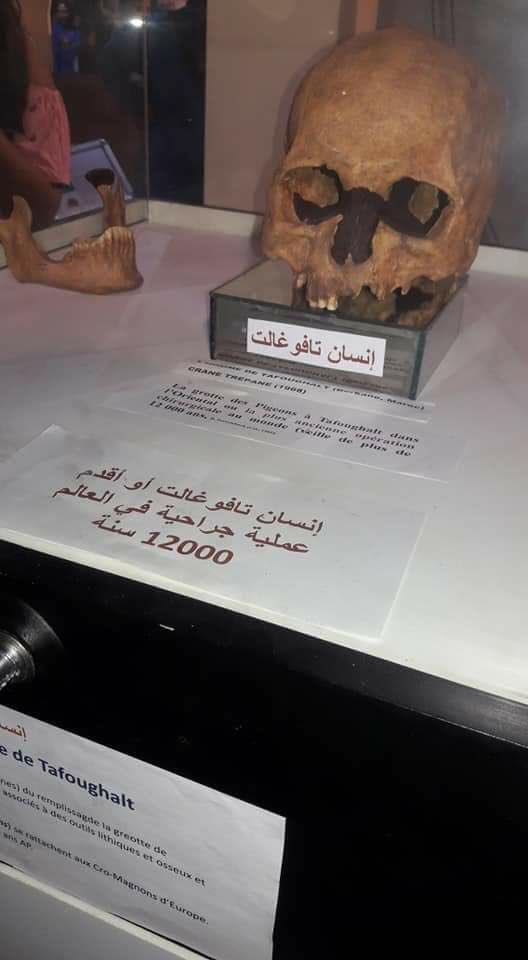
صورة جمجمة انسان تافوغالت

جمجمة إنسان تافوغالت والتي تُعرض حاليا بإحدى معارض مدينة وجدة بالمغرب، وهي تُمثّل الأسلاف المباشرة لمغاربة اليوم من الناحية الجينومية وأول رأس بشريّة خضعت لأول عملية جراحية في التاريخ مؤرخة بحوالي 12.000 سنة، وقد وجدت بأقدم مقبرة بشرية بالعالم وهي مقبرة تافوغالت.أقدم جينات للإنسان حصل عليها إلى حد الآن تم العثور عليها بالمغرب، وبالضبط في قرية تافوغالت التي تبعد عن مدينة بركان بحوالي 22 كلم.

### العصور القديمة

#### الأمازيغ والفراعنة

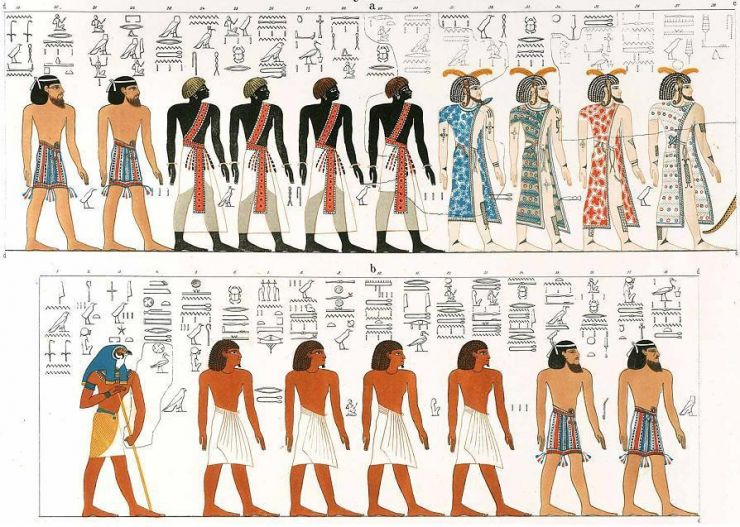
الأمازيغ في الرسومات الفرعونية

يعود تاريخ قدماء الأمازيغ إلى حوالي 1000 سنة قبل الميلاد، حيث سيطر القائد الامازيغي “شيشنق الأول” من ليبيا على عرش مصر سنة 950 ق.م وقد تمكّن من تأسيس أسر فرعونية أمازيغية وهم الأسرتان الثانية والثالثة والعشرون، اختلف المؤرخون حول الوسيلة التي استخدمها الأمازيغ للدخول إلى مصر، إذ نجد البعض يميل إلى القول بأنهم دخلوها بالقوة، بينما يقول البعض الآخر بأن ذلك قد تم بالسلم، على أن ما يصعب نفيه هو تلك السلسلة من الهجمات الأمازيغية التي كان يتعرض لها العرش المصري منذ بداية الحضارة الفرعونية.

#### مملكة نوميديا (202 ق.م – 46 ق.م)
نوميديا (202 قبل الميلاد - 46 قبل الميلاد)، هي مملكة أمازيغية قديمة شملت أجزاء من الجزائر وتونس وليبيا، وكذلك جزء في أقصى شرق المغرب حتى وادي ملوية. تم تقسيم النظام السياسي في الأصل بين الماسيل في الشرق والماسيسيل في الغرب، خلال الحرب البونيقية الثانية (218-201 قبل الميلاد)، ماسينيسا، ملك ماسيليا، هزم سيفاكس الماسيسيلي لتوحيد نوميديا في مملكة واحدة، بدأت المملكة كدولة ذات سيادة ثم تحولت إلى مقاطعة رومانية تارة. تحدها مملكة موريطنية من الغرب، وقرطاج ثم مقاطعة أفريكا الرومانية (تونس الحالية) من الشرق، والبحر الأبيض المتوسط شمالا، والصحراء الكبرى جنوبا، وتعتبر واحدة من أولى الدول الكبرى في تاريخ الجزائر.

#### مملكة موريطنية (قبل 300 ق.م – 44 م)
مملكة موريطنية  هي مملكة قامت في شمال إفريقيا، وامتدت من وسط الجزائر الحالية غربًا إلى المحيط الأطلسي ومن شمال المغرب الحالي جنوباً إلى جبال الأطلس. كان سكانها من أصول أمازيغية معروفين عند الرومان باسم الموريطنيين. في عام 25 قبل الميلاد أصبح ملوك موريطنية تابعين للرومان حتى حوالي 44 بعد الميلاد، عندما تم ضم المنطقة إلى روما وقسمت إلى مقاطعتين: موريطنية الطنجية وموريطنية القيصرية.

### العصور الوسطى

#### ثورة الأمازيغ (739–743)
ثورة الأمازيغ أو ثورة البربر (122 - 125هـ / 739 - 743م)، هي ثورة قامت ضد الخلافة الأموية في عهد الخليفة هشام بن عبد الملك، ومثلت أول استقلال ناجح عن الدولة الأموية (الحاكمة من دمشق). بدأت ثورة البربر ضد الخلافة الأموية من مدينة طنجة (المغرب) سنة 740م، وتمت قيادتها بشكل رئيسي من طرف ميسرة المطغري. انتشرت الثورة بسرعة إلى باقي مناطق شمال أفريقيا وعبر المضيق باتجاه الأندلس.

#### الدولة الإدريسية (788–974)
الأدَارِسَة هي سلالة حكمت المغرب الاقصى، أسّسها إدريس بن عبد الله الملقب بإدريس الأول (788-793م) بن الحسن المثنى بن الحسن السبط بن علي بن أبي طالب وفاطمة الزهراء بنت الرسول محمد بن عبد الله، نجا بنفسه من موقعة فخ التي وقعت بين الجيش العباسي في مواجهة ثوار من أهل البيت بزعامة الحسين بن علي الفخي في مكة المكرمة سنة 786م وفر إلى وليلي بالمغرب، فبايعته قبائل الأمازيغ في المنطقة قائدًا وأميرًا وإمامًا. ثم بدأ في بناء فاس. قام ابنه إدريس الثاني (793-828م) والذي تولى الإمامة منذ 804م، بجلب العديد من الحرفيين من الأندلس والقيروان، فأكمل بناء فاس واتخذها عاصمة، كما دعم وطائد الدولة.

#### إمارة بنو مدرار (710–1019)
بني واسول أو بنيو مدرار سلالة أمازيغية إسلامية سيطرت على أجزاء من المغرب الأقصى واتخذت من سجلماسة عاصمة لها. كانت قائمة على مذهب الخوارج الصفرية. رغم أن الزعيم الروحي للإمارة هو أبو القاسم سمكو، إلى أن أول حاكم فعلي هو عيسى بن يزيد الأسود الذي بويع في سجلماسة وحكمها مدة 15 سنة من 757 إلى 772م، قام خلالها بعدة إنجازات منها تنظيم قنوات الري وتوطين قبائل الرحل.

#### إمارة نكور (710–1019)
إمارة نكور أو إمارة بني صالح هي إمارة تاريخية لسلالة الصالحيين، تأسست سنة 710م على يد صالح بن منصور في تمسمان في منطقة الريف بالمغرب الأقصى. وهي أول إمارة مستقلة بالمغرب الأقصى بعد ثورة البربر على ولاة بني أمية، كما أنها تمذهبت بالمذهب المالكي السني خلافا لباقي الإمارات المغربية الأخرى، كبني مدرار وبورغواطة التي تأسست على مذهب الخوارج الصفرية. ظلت تمسمان قاعدة لحكم أمراء نكّور إلى أن بنى سعيد بن إدريس مدينة نكور بين نهري نكّور وغيس على بعد خمسة أميال من البر.

#### إمارة بورغواطة (744-1058)
بورغواطة هي إمارة نشأت في القرون الوسطى على الساحل الأطلسي للمغرب، وضمت الإمارة إتحادا من مجموعة من قبائل مصمودة. بعد فشل التحالف مع مُتمردي الخوارج الصفريين في المغرب ضد العباسيين، أقاموا مملكة لهم (744 - 1058) في منطقة تامسنا على الساحل الأطلسي بين آسفي وسلا بقيادة طريف المطغري. يعتقد بعض المؤرخين أن كلمة بورغواطة هو تشويه صوتي لمصطلح بَرباتي(من أصل بربر)، وهو اسم الشهرة لصالح بن طريف.

#### إمارة بنو يفرن (790-1066)
بَنُو يَفْرَن من قبائل الأمازيغ التي سكنت شمال أفريقيا واستعملت الكهوف والمغارات. وتعني إفري بالأمازيغية الكهف وجمعا إفران ومنها جاءت أفريقيا نسبة لسكان شمالها. دافع بنو يفرن عن أرضهم، شمال أفريقيا، طوال التاريخ وتصدوا للاحتلال الفينيقي والروماني والبيزنطي ويذكر انهم كانوا بجانب الكاهنة وفي الصفوف الأمامية ضد العباسيين والأمويين وكونوا فيما بعد دولة إسلامية بعد دخول الإسلام.

#### الدولة المغراوية (986-1070)
الدولة المغراوية دولة أمازيغية نشأت في شمال المغرب الأقصى بعد الدولة الإدريسية (987-1070)، وحكمها المغراويون. تميزت بقصر مدتها (أقل من 100 سنة). والمغراويون هم بنو مغراوة وهي إحدى قبائل زناتة سلالة أمازيغية تولت الحكم من حدود جبال الأوراس إلى المحيط الأطلسي، بين 986 و1070م.

#### إمارة مكناسة (917–1071)
إمارة مكناسة (917–1071) كانت واحدة من الإمارات الأمازيغية المستقلة التي نشأت في المغرب الأقصى خلال القرن العاشر الميلادي. تعود أصول هذه الإمارة إلى قبيلة مكناسة الأمازيغية التي كانت جزء من التحالف الكبير لقبائل صنهاجة. استفادت هذه الإمارة من الفوضى السياسية والاضطرابات التي شهدتها المنطقة خلال تلك الفترة لتأسيس حكم مستقل.

#### إمارة بنو زيري (973–1146)
الزيريون أو بنو زيري هم سلالة حاكمة صنهاجية حكمت في شمال أفريقيا الجزائر وتونس والمغرب وأجزاء ليبيا ما بين 971-1152م، ومناطق من الأندلس. اتخذ الزيريون عدة عواصم ابتداء من مدينة آشير منذ عام 971 م، ثم القيروان منذ عام 995 م، ثم المهدية منذ عام 1057 م. ينحدر بنو زيري من المغرب الأوسط وسط الجزائر حاليا.

#### إمارة بنو حماد (1008–1152)
الحماديون أو بنو حماد (بالأمازيغية: ⴰⵢⵜ ⵃⵎⵎⴰⴷ ، آيت حماد) سلالة صنهاجية حكمت اجزاء من المغرب الكبير بين 1014 إلى 1152. أسست سلالة الحماديين في 1014 حماد بن بلكين الابن الثاني لبلقين بن زيري، بعد الانفصال عن سلالة الزيريين وصراع على الخلافة. أقام حماد بن بلكين دولة بني حماد أو الدولة الحمادية التي تمثل أول دولة أمازيغية مستقلة تحكم المغرب الأوسط في العصر الإسلامي.

#### الخلافة المرابطية (1040–1147)
الدولة المرابطية هي دولة إسلاميَّة ظهرت خلال القرن الخامس والسادس الهجري في منطقة المغرب الإسلامي. انبثقت من حركة دعوية إصلاحية إسلامية اعتمدت في بدايتها على قبائل صنهاجة بعد التحام عدد من قبائلها الكبيرة. تحول هذا الالتحام إلى سند شعبي لم يلبث بدوره أن تحول إلى سند عسكري أفضى في النهاية إلى نشوء قوة إقليمية اقتصادية لسيطرة تلك القبائل على عدد من الطرق التجارية، إضافة إلى الروح الإسلامية الإصلاحية المبنية على اعتقاد مالكي سني، فسمت نفسها تسمية معبرة عن ذلك وهي «دولة الرباط والإصلاح».

#### الخلافة الموحدية (1130–1269)
الدَّوْلَةُ الْمُوَحِّدِيَّةُ دولة إسلامية أسسها الموحدون وهم من مصامدة المغرب الأقصى في القرن الثاني عشر. حكمت بلاد المغرب (المغرب، الجزائر، تونس، ليبيا) والأندلس بين سنتي 1121م و1269م، وقد أسسها محمد بن تومرت المصمودي على شكل حركة دينية قبل أن يتمكن تلميذه عبد المؤمن بن علي الكومي (1130م / 1133م - 1163م) من استكمال مشواره من خلال توحيده لكامل شمال أفريقيا والأندلس تحت حكم دولة وعقيدة وحكومة واحدة. بلغت الدولة أوجها في عهد أبو يعقوب يوسف بن عبد المؤمن (1163 - 1184م) ثم أبو يوسف يعقوب المنصور (1184م - 1199م) والذي تلقب بالمنصور وعمل على النهوض بالدولة الموحدية والأندلس علميا وثقافيا.

#### الدولة المرينية (1244–1465)
المرينيون، بنو مرين أو بنو عبد الحق حكمت بلاد المغرب الأقصى من القرن الثالث عشر إلى القرن الخامس عشر ميلادي، وتوسعت حدود دولتهم خارج نطاق المغرب الأقصى في عهد السلطان أبي سعيد الأول، ويوسف بن يعقوب وخاصة أيام أبي الحسن المريني، الذي ضَمَّ لدولته المغرب الأوسط والأدنى فوحد المغرب الكبير تحت رايته، مسيطرا على بلاد السوس ومعاقل الصحراء جنوبا إلى مصراتة قرب الحدود المصرية شرقا، ورندة بالأندلس شمالا، ولم يستطع المرينيون بسط سيطرتهم على كامل الأراضي التي كانت تشكل الدولة الموحدية، غير أنهم استطاعوا توحيد المغرب الأقصى والعبور إلى الأندلس للجهاد لوقف زحف ممالك إسبانيا ومكافحة القرصنة المسيحية على سواحل المغرب.

#### الدولة الحفصية (1229–1574)
الدَّوْلَةُ الحَفْصِيَّةُ أو السَلطَنَةُ الحَفْصِيَّة هي الدولة الإسلامية الرابعة بالبلاد التونسية بعد الدولة الأغلبية، الفاطمية والزيرية وقد دامت 347 سنة هجرية. حكتمها سلالة الحفصيون، ومؤسسها هو أبو زكرياء يحيى الحفصي بن أبي محمد عبد الواحد بن أبي فحص اللحياني الهنتاتي نسبة إلى هنتاتة إحدى فروع قبيلة مصمودة الامازيغية التي كانت تقيم قرب مرّاكش بالمغرب الأقصى. وقد تمكن من تأسيسها عندما كان واليًا من قبل الدولة الموحيدية بالمغرب الأقصى التي كانت البلاد التونسية تابعة لها منذ أن أصبحت في حوزتها سنة 555 هـ (1160 م)، إذ اغتنم فرصة تراجع أمر خلفاء تلك الدولة وضعفهم، واختلال سلطتهم، فأعلن الاستقلال، وتأسيس الدولة الحفصية فلم يلقَ أية معارضة من أحد، وانقادت إليه البلاد طائعة - وذلك سنة 634 هـ (1237 م).

#### الدولة الزيانية (1235–1556)
الزيانيون، بنو زيان أو بنو عبد الواد (باللغة الأمازيغية: آيت زيان) سلالة حاكمة تعود إلى قبيلة زناتة الأمازيغية حكمت المغرب الأوسط (شمال غرب الجزائر حاليًا) بين (1235م و1554م) حيث اتخذوا من تلمسان عاصمة لهم. في رواية أخرى لأصلهم فهم من نسل يكمثين بن القاسم من سلالة الأدارسة. بنو عبد الواد، هم فرع من فروع الطبّقة الثّانية من زناتة إحدى أكبر وأشهر القبائل الأمازيغية ببلاد المغرب الأوسط، وأصل تسميتهم عائد إلى جدّهم عبد الواد، وهم من ولد يادين بن محمد بن رزجيك بن اسين بن ورسيك بن زناتة،  وكانوا عدّة بطون هي: بنو ياتكتن، بنو وللو، بنو تومرت، بنو ورسطف وبنو مصوجة، ويضاف إليهم بنو القاسم الذين ينتسب إليهم بنو زيان حكام الدّولة الزيانية.

#### الدولة الوطاسية (1472–1554)
ينحدر الوطاسيون من إحدى فروع قبيلة زناتة الأمازيغية بالمملكة المغربية حيث كانت مواطنهم في الأجزاء الشمالية من الصحراء المغربية. في القرن الـ13 م. بدأ ظهورهم مع المرينيين واقتسموا السلطة في المغرب الأقصى، فكان أن نزحو إلى منطقة الريف بالمغرب ومن هناك بدأ توسعهم حتى أطاحوا بدولة بني مرين، تولوا سنوات (1358-1375م) ثم (1393-1458م) الوزارة والحجابة عندما كان يتولى الحكم سلاطين لم يكونوا قد بلغوا سن الرشد بعد (كانوا أطفالا). سنة 1458م قضى أكثرهم في مذبحة دبرها لهم المرينيون.

#### إمارة كوكو (1510–1638)
مملكة كوكو أو إمارة كوكو أو سلطنة كوكو (حوالي 1515-1638)، مملكة بربرية في العصور الوسطى التي حكمت جزء كبير من منطقة القبائل الكبرى، والتي أسسها سيدي أحمد بالقاضي. امتدت سيادة المملكة في ذروتها من حدود جبال الأطلس إلى السهول الجنوبية لمدينة الجزائر. كانت عاصمتها كوكو، التي تستقر على رعنٍ، وبلغ عدد سكانها حوالي 15,000 نسمة.

## اللغة

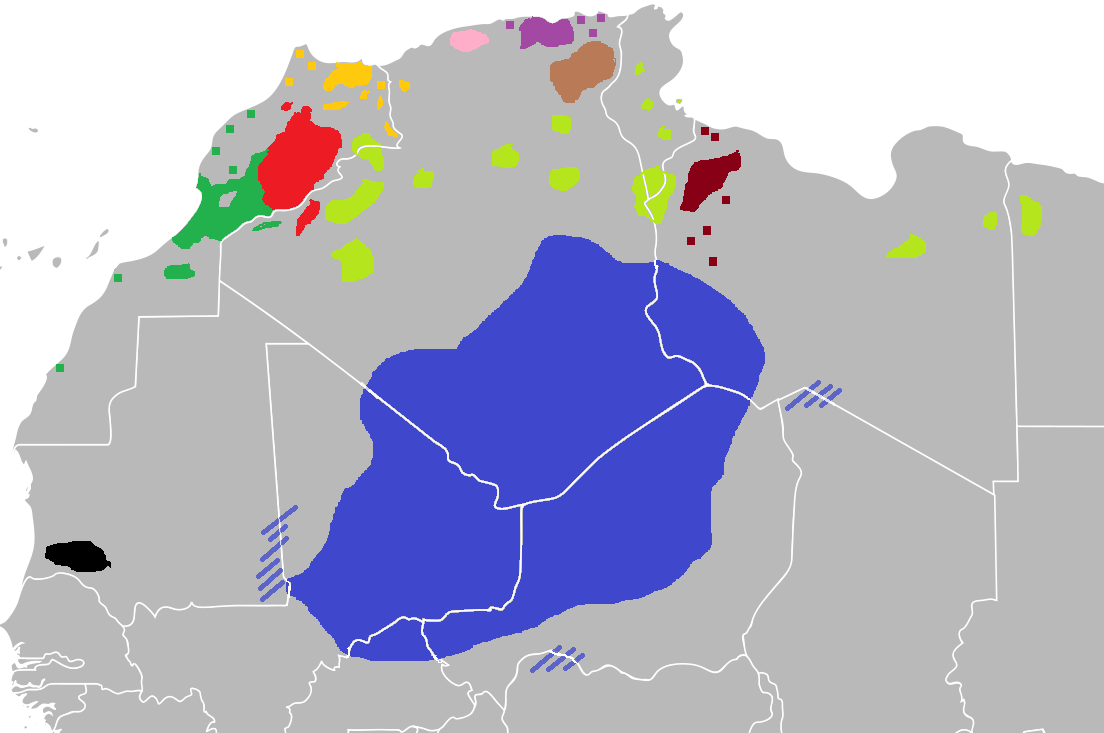
خريطة تظهر الأماكن التي يتحدث فيها باللهجات/اللغات البربرية المختلفة في شمال أفريقيا

اللغات البربرية (الأمازيغية) هي مجموعة من اللهجات/اللغات المتصلة وتشكل فرعا من عائلة اللغات الأفروآسيوية، تتحدثها المجموعات الإثنية المتفرعة والتي تحمل نفس أسمائها وهي: الريفية، القبايلية، الشلحية، الشاوية، المزابية وغيرها.

وقد عبر غابرييل كامب، عن هذه النقطتين بقوله: 
يُضاف إليها أن كل الألسنة البربرية بلا استثناء، تستعمل ما بين 20% و %30 من المفردات الآتية من العربية.
وقد أقر الباحثون البربر الأمازيغ بعد ذلك أيضا بهذه الصعوبات، حيث تستلزم معيرة لغة أمازيغية موحدة، جلوس ممثلين عن كل الناطقين بها للاتفاق على المصطلحات التي ستستخدم للدلالة على الشيء الواحد. وقد تم إنشاء المعهد الملكي الأمازيغي بتاريخ 17 أكتوبر 2001 بقرار من العاهل المغربي محمد السادس، لإبداء الرأي للملك في التدابير التي من شأنها الحفاظ على اللغة والثقافة الأمازيغيتين والنهوض بهما في جميع صورهما وتعابيرهما.
قام المعهد بمعيرة لغة أمازيغية وإخراجها للوجود، واختار لكتابتها، بشكل مفاجئ، حرف التيفيناغ. ومع ذلك كان هناك بعض الانتقادات التي وجهت للمعهد، مثل سيطرة عناصر سوسية (بلاد السوس) عليه، مما انعكس على اللغة المعيارية الأمازيغية، التي اعتبرها الناشط المغربي ذو الأصول الريفية إسماعيل العثماني ذات مضمون سوسي (تشلحيت)، منتقدا اختيار حرف التيفيناغ لكتابتها.

### الكتابة

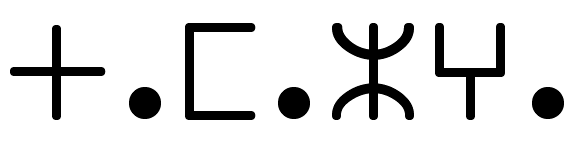
حروف من تيفيناغ

اختلف الباحثون حول الأصل الذي تفرعت عنه كتابة تيفيناغ، فهناك من اعتبره مجهول المصدر، وهناك من جعله اكتشاف محلي، وهناك من جعلها فرع من الأبجدية الفينيقية وهناك من جعلها فرع من اليونانية. ولكن بعيدا عن هذا التضارب الذي لا تقف وراءه دائما آراء علمية، وجد أن خط التيفيناغ. وقد أشار إلى هذه المسألة الباحث محمد شفيق أحد منظري الحركة الأمازيغية قائلا:

### خط التيفيناغ
خط التيفيناغ خط أبجدي قديم وقد قام المعهد الملكي للثقافة الأمازيغية بمعيرته. وهو الخط الذي تبناه النظام التعليمي في المغرب لتعليم الأمازيغية في بعض المدارس الابتدائية وهو وليد الأبجدية الفينيقية حسب ميكائيل أوكونور، بينما يرى هيجوني أن الكتابة اخترعها الأمازيغ ذاتهم ويرى كوهين أن أصل الكتابة يبقى غير معروف وأن محاولات تأريخ اشتقاق أصل الكتابة من الكتابة الفرعونية، الإغريقية، الفينيقية، أو غيرها تبقى غير ناجحة.
يعتقد البعض من العلماء اللغوين أن خط التيفيناغ متفرع من خط المسند السبئي نظراً إلى تشابه أشكال الأحرف ومواضعها .

## توزع وانتشار

### إثنيات فرعية
يتفرع الأمازيغ اليوم لعدة مجموعات إثنولغوية فرعية موزعة بشكل منفصل في غرب شمال أفريقيا، بعضها بارز أكثر من غيره ويحمل اسماً إثنياً خاصاً به. تاريخياً انتشرت القبائل الأمازيغية في نطاق أوسع.

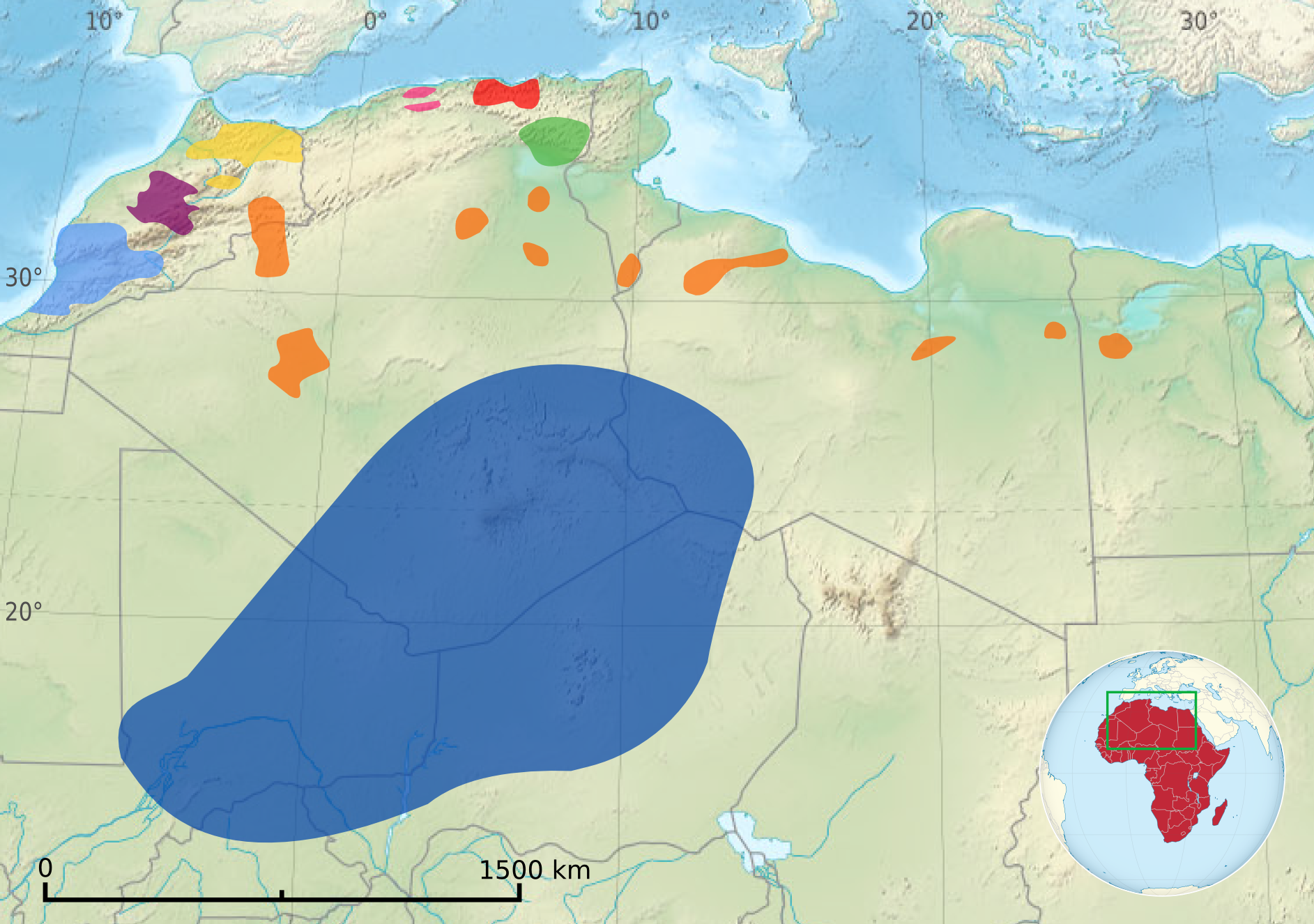
توزع الإثنيات الأمازيغية (البربرية) الفرعية. (أزرق داكن) توارق (برتقالي) صحراويين (صنهاجي، مزابي، سيوي) (أخضر) شاوية (أحمر) قبايل (وردي) شناوة (أصفر) ريافة (بنفسجي فاقع) زيانين (بربرالأطلس الموسط، أيضاً يطلق عليهم اسم أمازيغ في سياق خاص) (أزرق سماوي) شلحة

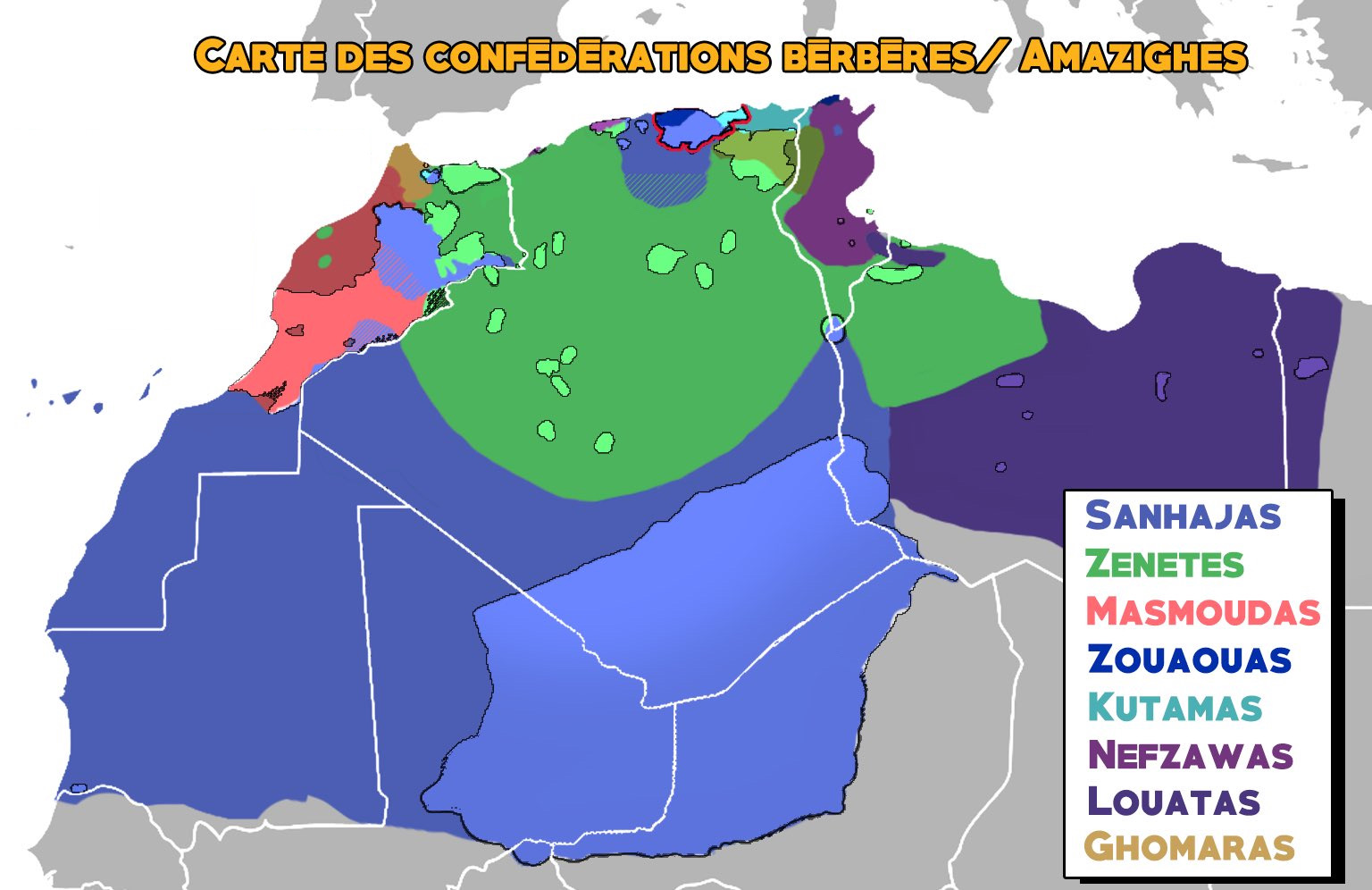
خريطة القبائل الأمازيغية الكبرى: صنهاجة، زناتة، مصمودة، زواوة، كتامة، نفزاوة، لواتة، وغمارة.

| مجموعة                 | البلد                                         | ملاحظة                                                                |
| ---------------------- | --------------------------------------------- | --------------------------------------------------------------------- |
| بربر الأطلس البليدي    | الجزائر                                       | في وسط الجزائر.                                                       |
| الشاوية                | الجزائر                                       | بشكل عام في شرق الجزائر.                                              |
| بربر الشنيني والدويرات | تونس                                          |                                                                       |
| شناوة                  | الجزائر                                       | جبل شنوة (غرب الجزائر).                                               |
| الشلوح                 | المغرب                                        | الأطلس الكبير والصغير ووادي سوس.                                      |
| بربر جربة              | تونس                                          | المتحدثين بلغة جربة.                                                  |
| القبايل                | الجزائر                                       | في منطقة القبائل.                                                     |
| بربر متماتة            | تونس                                          | في جنوب تونس.                                                         |
| بني مزاب               | الجزائر                                       | في وادي مزاب (جنوب الجزائر).                                          |
| نفوسة                  | ليبيا                                         | في غرب ليبيا.                                                         |
| الريفيين               | المغرب                                        | في شمال المغرب، وبعضهم في الجزائر.                                    |
| صنهاجة                 | موريتانيا و الجزائر و السنغال                 | في جنوب غرب موريتانيا وجبال الأطلس المتوسط وشرق المغرب وشمال السنغال. |
| سيوا                   | مصر                                           | في وادي سيوة بمصر.                                                    |
| شلوح تلمسان            | الجزائر                                       | بني سنوس، قرى غرب الجزائر.                                            |
| طوارق                  | الجزائر و ليبيا و النيجرو مالي و بوركينا فاسو | الصحراء الكبرى (جنوب الجزائر وشمال الساحل).                           |
| قبائل زيان             | المغرب                                        | جبال الأطلس المتوسط بالمغرب.                                          |
| زناتة (قبيلة)          | الجزائر و المغرب                              | في شمال شرق المغرب وغرب وسط الجزائر.                                  |
| زوارة                  | ليبيا                                         | في شمال غرب ليبيا.                                                    |

### قبائل
- زناتة: «ومواطنهم في سائر مواطن البربر بإفريقية والمغرب، فمنهم ببلاد النخيل ما بين غدامس والسوس الأقصى حتى أنّ عامة تلك القرى الجريدية بالصحراء منهم كما نذكره. ومنهم قوم بالتلول بجبال طرابلس وضواحي إفريقية، وبجبل أوراس بقايا منهم سكنوا مع العرب الهلاليين لهذا العهد، وأذعنوا لحكمهم، والأكثر منهم بالمغرب الأوسط حتى أنه ينسب إليهم ويعرف بهم فيقال: وطن زناتة. ومنهم بالمغرب الأقصى أمم أخرى، وهم لهذا العهد أهل دول وملك بالمغربين، وكانت لهم فيه دول أخرى في القديم.[122]»
- مغراوة وبني يفرن وجراوة وبني يرنيان ووجديجن وغمرة وبني ويجفش وواسين وبني تيغرست وبني مرين وتوجين وبني عبد الواد وبني راشد وبني برزال وبني ورنيد وبني زنداك وغيرهم. وفي كل واحد من هذه الشعوب بطون متعدّدة. وكانت مواطن هذا الجيل من لدن جهات طرابلس إلى جبل أوراس والزاب إلى قبلة تلمسان ثم إلى وادي ملويّة. وكانت الكثرة والرئاسة فيهم قبل الإسلام لجراوة ثم لمغراوة وبني يفرن.
- هوارة
- مكناسة
- مصمودة

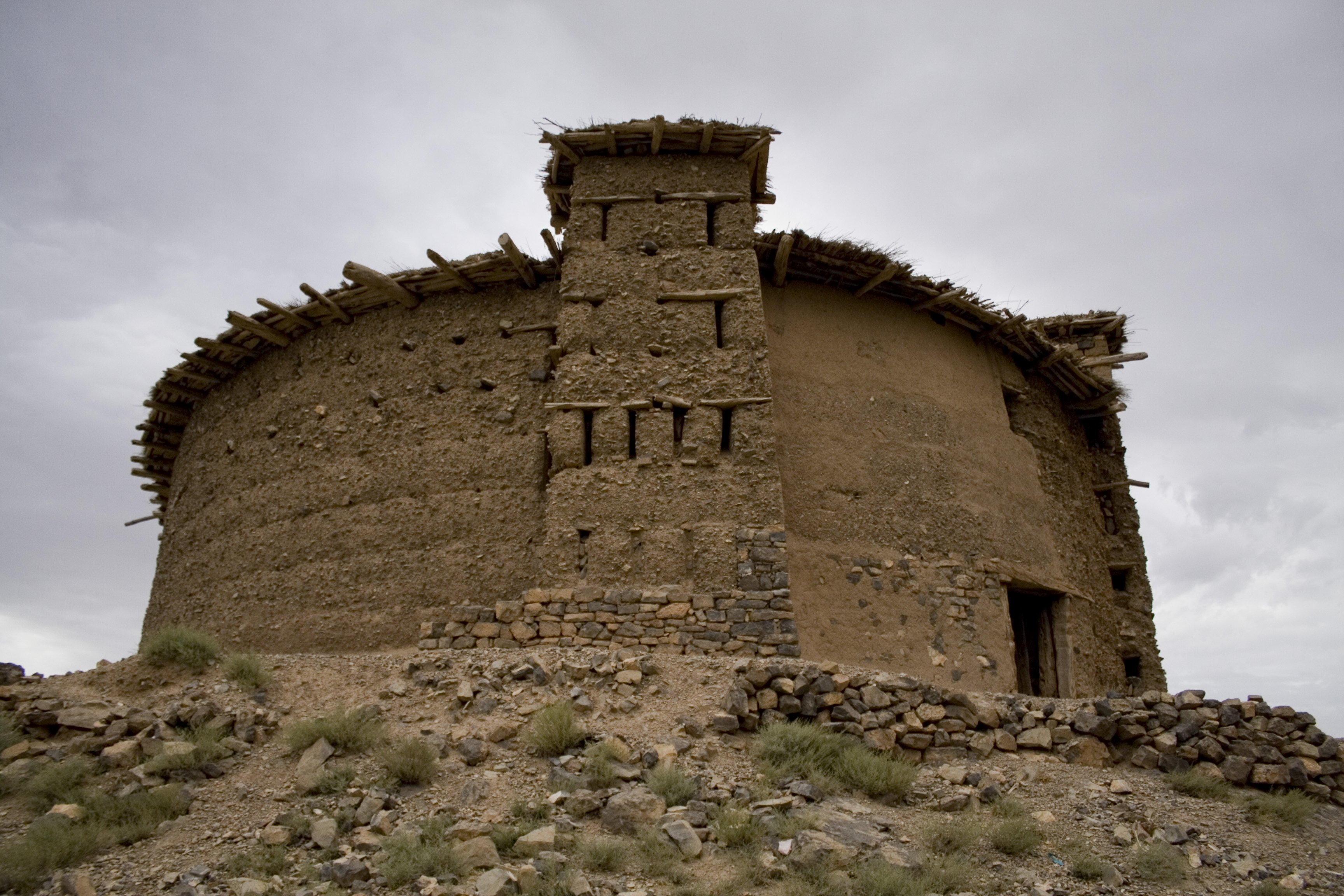
مخزن حبوب تقليدي في ايت بوكماز - إقليم أزيلال - الأطلس المغرب.

ينتشر المتحدثون حالياً باللغة الأمازيغية في العديد من الحواضر (فكيك، أكادير، الناظور[ ؟ ]، الحسيمة، الخميسات، تنغير، ورزازات، يفرن، غدامس، جادو، نالوت، زوارة، كاباو، تاغما، سوكنة، الراشيدية أوجلة، وازن، كاباو، طمزين، فرسطاء، تندميرا، تملوشايت، تيزي وزو، البويرة، بومرداس، بجاية، المدية، عين الدفلى، البليدة، تيبازة، باتنة، خنشلة، أم البواقي، غرداية، تمنراست، ايليزي، مطماطة[ ؟ ]، تطاوين، جزيرة جربة، قبلي[ ؟ ]، سوق الأحد، تبسة، سوق اهراس، سطيف، برج بوعريريج، جيجل، بسكرة، ادرار، قالمة، زاكورة وقسنطينة. وينتشرون أيضاً على شكل تكتلات لغوية أو قبلية كبيرة الحجم واسعة الانتشار ببوادي وقرى المغرب الكبير.

### المغرب
يُشكّل أمازيغ الناطقين بإحدى اللغات الأمازيغية بالمغرب 26,7% من إجمالي عدد سكان المغرب بحسب إحصائيات المندوبية السامية للتخطيط لسنة 2014، والتي اعتمدت إحصاء الناطقين باللغة الأمازيغية فقط دون إحصاء عرقي للساكنة، ويتوزع الناطقون باللغة الأمازيغية في المغرب على ثلاث مناطق جغرافية واسعة، في مجموعة من المدن المغربية الكبرى، والواحات الصحراوية الصغيرة.
المناطق الثلاث الأمازيغية اللغة في المغرب هي:
- - منطقة الشمال والشرق: وتمتد على مساحة حوالي 50.000 كيلومتر مربع ويسكنها الناطقون بالريفية والزناتية. ويوجد الناطقون بالريفية والزناتية أيضا ببعض المناطق في الأطلس المتوسط وإقليم فكيك، بالإضافة إلى تواجدهم بمدن الشمال (طنجة، تطوان) ومدن الشرق. وتتميز هذه المنطقة بتنوعها الجغرافي، وإطلالها على البحر المتوسط والانخفاض النسبي لدرجات الحرارة مقارنة ببقية المغرب.
- - منطقة الأطلس المتوسط: (كافران وخنيفرة وتافيلالت واموزار مرموشة) هي منطقة واسعة متنوعة جغرافياً ومناخياً لا تطل على البحر، وتبلغ مساحتها ما لا يقل عن 50.000 كيلومتر مربع. وتتميز بقساوة في المناخ تتراوح ما بين البرد القارس في أعالي جبال أطلس وجفاف الصحراء الشرقية.
- - مناطق سهل سوس: وهي مناطق واسعة متنوعة يغلب عليها المناخ الدافئ قرب البحر والحار في الداخل والبارد في جبال الأطلس. يبلغ مجموع مساحة هذه المناطق ما لا يقل عن 60.000 كيلومتر مربع. وتنتشر في هذه المناطق (تاشلحيت / تاسوسيت).

### الجزائر
- منطقة القبائل: وتنتشر بها اللهجة القبائلية في المنطقة الواقعة شمال الجزائر ويبلغ عدد المتكلمين بها حوالي خمسة ونصف مليون نسمة،[125] مستعملة في منطقة القبائل التي تضم كل من ولايات ولاية تيزي أوزو، ولاية بجاية، بومرداس، البويرة وجزء من ولاية سطيف وولاية برج بوعريرج وولاية البليدة وولاية المدية والجزائر العاصمة لتواجد الولايات الأخيرة على الحدود مع تيزي وزو وبجاية.
- منطقة الشاوية: تستعمل اللهجة الشاوية في الجزائر من حيث التعداد البالغ قرابة 3.5 مليون نسمة، مستعلمة في ولايات باتنة، وخنشلة وأم البواقي وتبسة وسوق أهراس وقالمة وبسكرة.
- بنو مزاب: تتركّز اللغة المزابية أساسا بولاية غرداية (تغردايت) الواقعة في الخط الأحمر بين الشمال والجنوب وهي الشبكة الجغرافية المسماة: وادي مزاب يبلغ تعداد المتحدثين بالمزابية حوالي 100 ألف نسمة.
- الطوارق: يستعملون اللهجة التارقية عند الطوارق الذين يفضلون تسمية تماجيغت؛ أي بقلب الحرف (Z) إلى حرف الجيم، يتواجد الطوارق في ولايات: تمنراست، وإليزي، وأدرار وبشار. يبلغ عدد المتحدثين بها نصف مليون نسمة، كما أن الطوارق يتواجدون كذلك في ليبيا ومالي والنيجر وبوركينا فاسو.
- الشاوية: ويستعملون اللهجة الشاوية حيث يتواجد استعمال هذه اللهجة بجبال الشاوية بولاية تيبازة وأيضا ولاية الشلف يبلغ تعدادها حوالي 600 ألف نسمة.
- الشلحة: متواجدة بولاية تلمسان ولاية البيض على الحدود الجزائرية المغربية مستعملة ببني بوسعيد، يبلغ عدد المتحدثين بها حوالي 13 ألف نسمة وأصل أمازيغ المنطقة من قبيلة زناتة.
- أمازيغ تقارقرانت: ويتواجدون بالقرب من ورقلة وتوقرت ونقوسة عدد مستعمليها غير محدد. كما يتواجد بالجزائر الكثير من المناطق الأمازيغة المُعرّبة حيث تستعمل هذه المناطق الكثير من الكلمات الأمازيغية مثلما هو الحال في ولاية جيجل وسكيدة وحتى بعض المناطق بغليزان. كما نجد لهجة تزناتيت بتيميمون ولاية أدرار ولهجة أخرى يتكلمونها في اقلي ولاية بشار وأخرى بالبيض (بوسمغون)، ويوجد بولايتي المدية والبليدة أمازيغ «بني صالح وبني ميصرة وبني مسعود»

### تونس

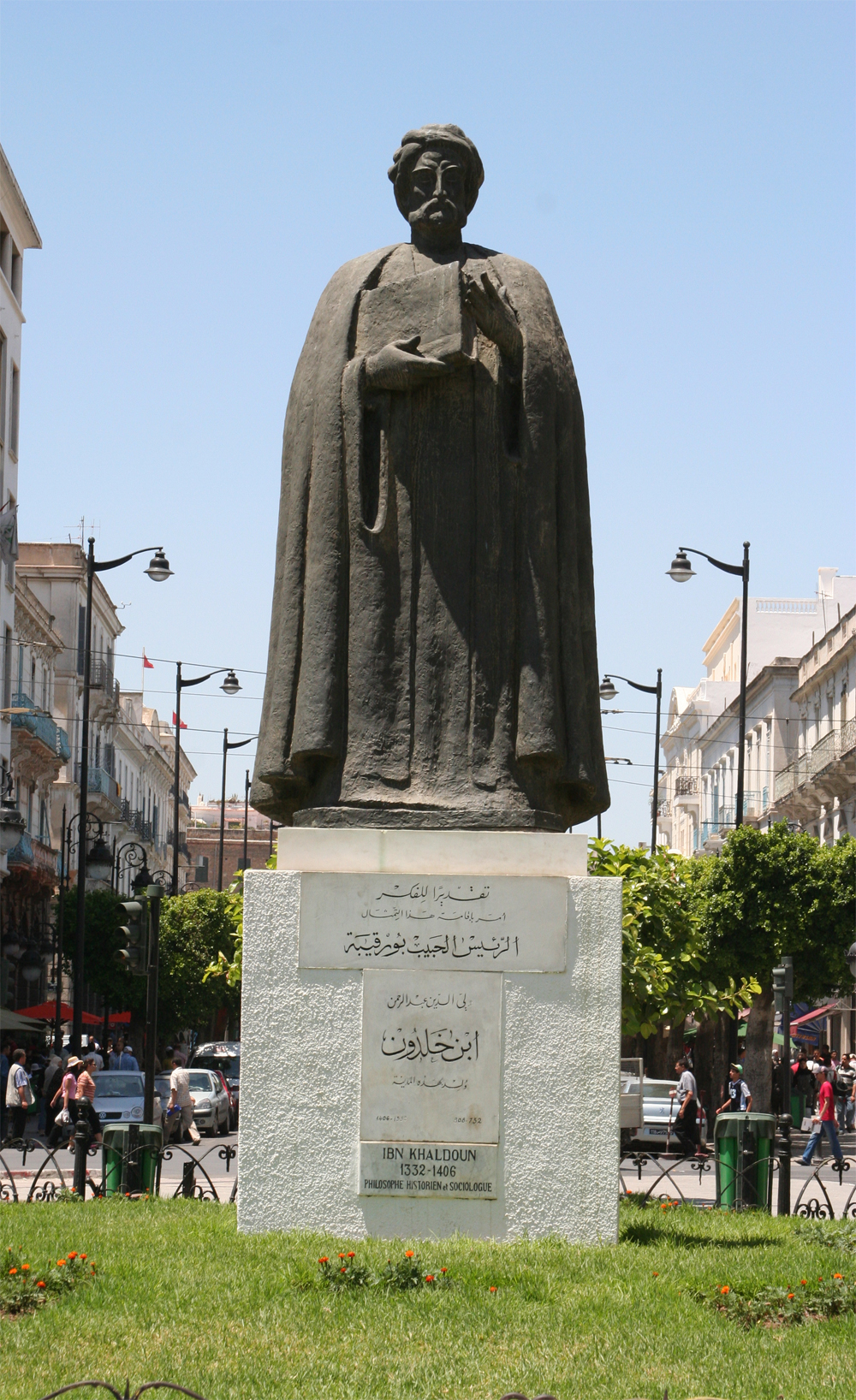
تمثال ابن خلدون في تونس. كرس حياته لدراسة تاريخ الأمازيغ.

يشكل الأمازيغ اليوم في تونس 100,000 نسمة ينتشرون في مطماطه، تطاوين، جزيرة جربة، قبلي، سوق الأحد، قفصة، القصرين وتكرونة والكاف وسليانة وزغوان

### ليبيا

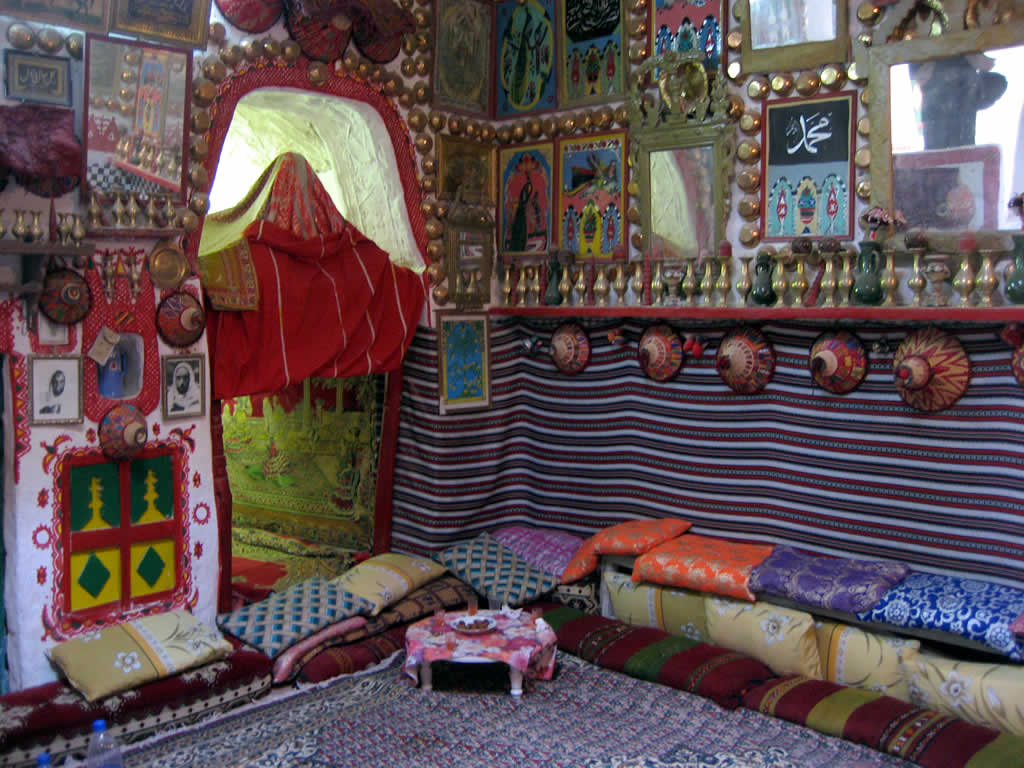
دار تقليدية بمدينة غدامس.

يشكل الأمازيغ حسب احصائية عرقيات ليبيا لعام 1931 حوالي 268,000 الف نسمة أي ما نسبته 52% ، يتركز الناطقون بالأمازيغية في جبل نفوسة ويستعملون اللهجة (الزناتية) وفي الشمال الغربي بمدينة زوارة (تامورت) أو (أتويلول) و (الغدامسية) في غدامس وفي الشرق واحة جالو وأوجله والجغبوب وسوكنة والفقهاء وأوباري وغات وسبها.
مع الإشارة إلى الكثير من المناطق التي تعرب لسانها وبقت أسماءها أمازيغية كتاجوراء ذو الأصول أمازيغية حيت كانت تاجوراء تسمى قديما تاگوراء ومرادفها بالأمازيغية المشي، بالإضافة إلى زليتن ومصراتة وورفلة وترهونة وككلة وسرت ومسلاتة وغريان وجنزور وزناتة والغرارات والغار وصرمان ولمايا ولواتة في طرابلس وغيرها.
وتعني كلمة سرت باللغة الأمازيغية (خليج) وأصل تسمية مصراتة يرجع إلى كلمة مسراتة وهي مشتقة من الجذر مسر الذي هو الجذر مصر في اللغة العربية الفصحة ويعني المدينة أو طمي السيول (الطين الأحمر) حسب ما ورد في لسان العرب لابن منظور، أما الألف والتاء فكما يقول ابن خلدون أن الأمازيغ إذا أرادو جمع كلمة ما زادوها ألف وتاء.

### مصر
السيوي هم المجموعة العرقية الأمازيغية المتواجدة في مصر. ويقطن معظمهم في واحة سيوة. يوجد بالواحة حوالي 23000 نسمة ، ويتحدثون اللغة السيوية، وهي لغة أمازيغية شرقية حسب لغات العالم، كما يوجد عدد كبير من الأمازيغ في قنا والذين ينتمون لقبائل هوارة.

## الدين

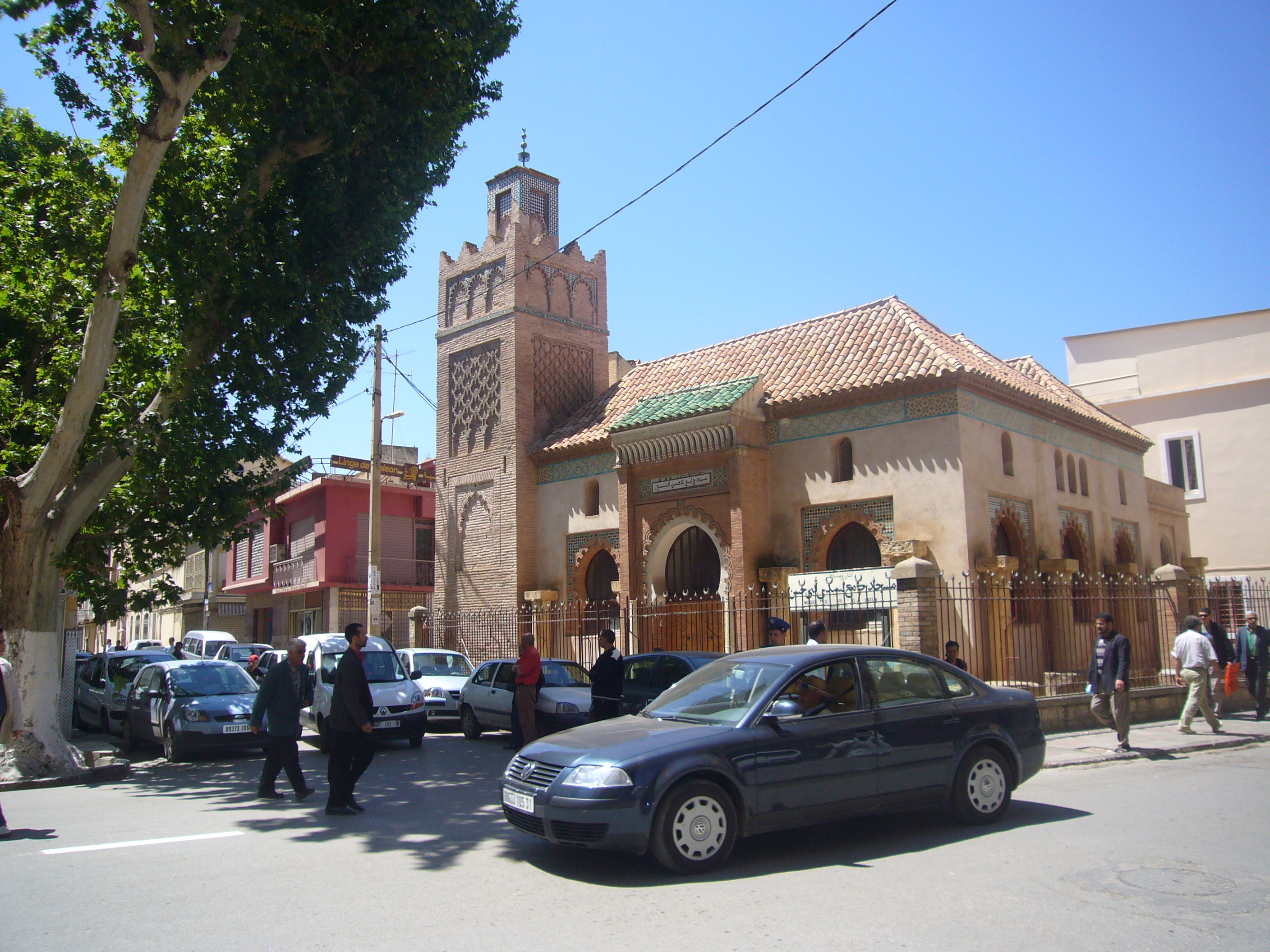
مسجد سيدي بلحسن في تلمسان، بني سنة 1296 في الفترة الزيانية.

غالبية الأمازيغ (البربر) مسلمون سنيون، مع أقلية إباضية بالنسبة لبني مزاب، اعتنق الأمازيغ (البربر) الإسلام بعد الفتح الإسلامي وساهموا في نشره في الأندلس وبلاد السودان.

### المرحلة الأولى: الوثنية
عَبَد الأمازيغ القدماء، كغيرهم من الشعوب، الأرباب المختلفة؛ فبرز من معبوداتهم تانيث وأطلس وعنتي وبوسيدون. ومن خلال دراسة هذه المعبودات وتتبع انتشارها في حضارات البحر الأبيض المتوسطية، يمكن تلمس مدى التأثير الثقافي الذي مارسته الثقافة الأمازيغية في الحضارات المتوسطية. وكانت «تانيث» هي ربة الخصوبة وحامية مدينة قرطاج، وهي ربة أمازيغية الأصل عبدها البونيقيون كأعظم ربات قرطاج وجعلوها رفيقة لكبير آلهتهم بعل، ثم عبدت من طرف الإغريق؛ حيث عرفت باسم آثينا بحيث أشار كل من هيرودوت وأفلاطون أنها نفسها تانيث الأمازيغية. ويرجح المؤرخون أن هذه الربة قد عبدت في تونس حول بحيرة تريتونيس مكان ولادتها؛ حيث مارس الأمازيغ طقوسا عسكرية أنثوية تمجيدا لهذه الربة.
إلى جانب هذه الآلهة عبد الأمازيغ أيضا «أوشت»، والشمس، وهو ماذكره هيرودوت وابن خلدون، كما مارسوا العبادة الروحية التي تقوم على تمجيد الأجداد كما أشار إلى ذلك هيرودوت.

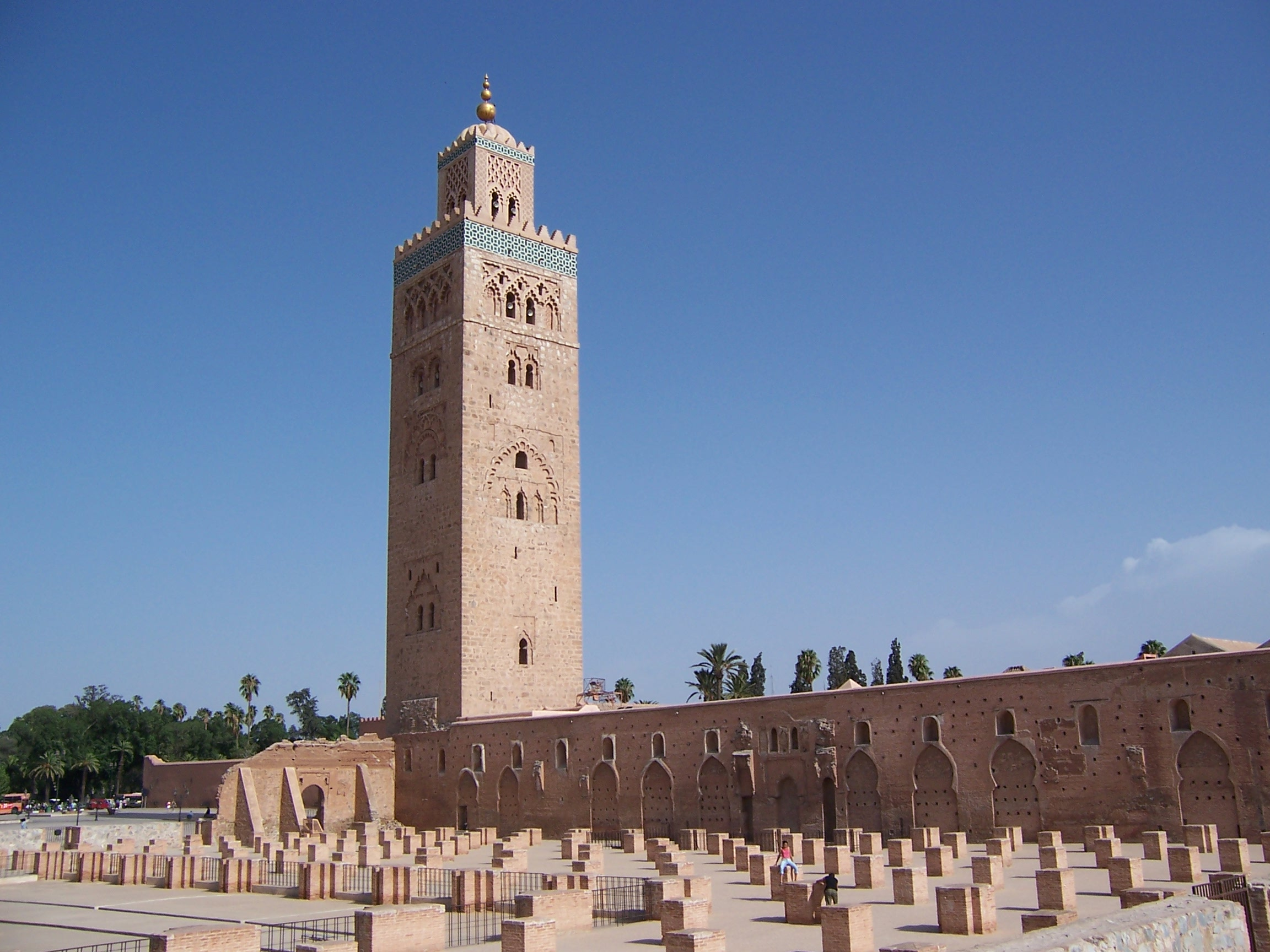
جامع الكتبية في مراكش، بني سنة 1147 في فترة الموحدين.

### المرحلة الثانية: اليهودية
من خلال نقوشات موجودة في شمال أفريقيا يتبين أن اليهود قد عاشوا في تسامح مع القبائل الأمازيغية، حيث اعتنقت العديد من القبائل الليبية الأصلية الديانة اليهودية. ويرجح أن اليهود نزحوا أول الأمر مع الفينيقيين إلى شمال أفريقيا ويذكر ابن خلدون أن قبائل عديدة من الأمازيغ كانت تدين باليهودية قبل الفتح الإسلامي وبعضها بقي على هذا الدين حتى بعد الفتح.

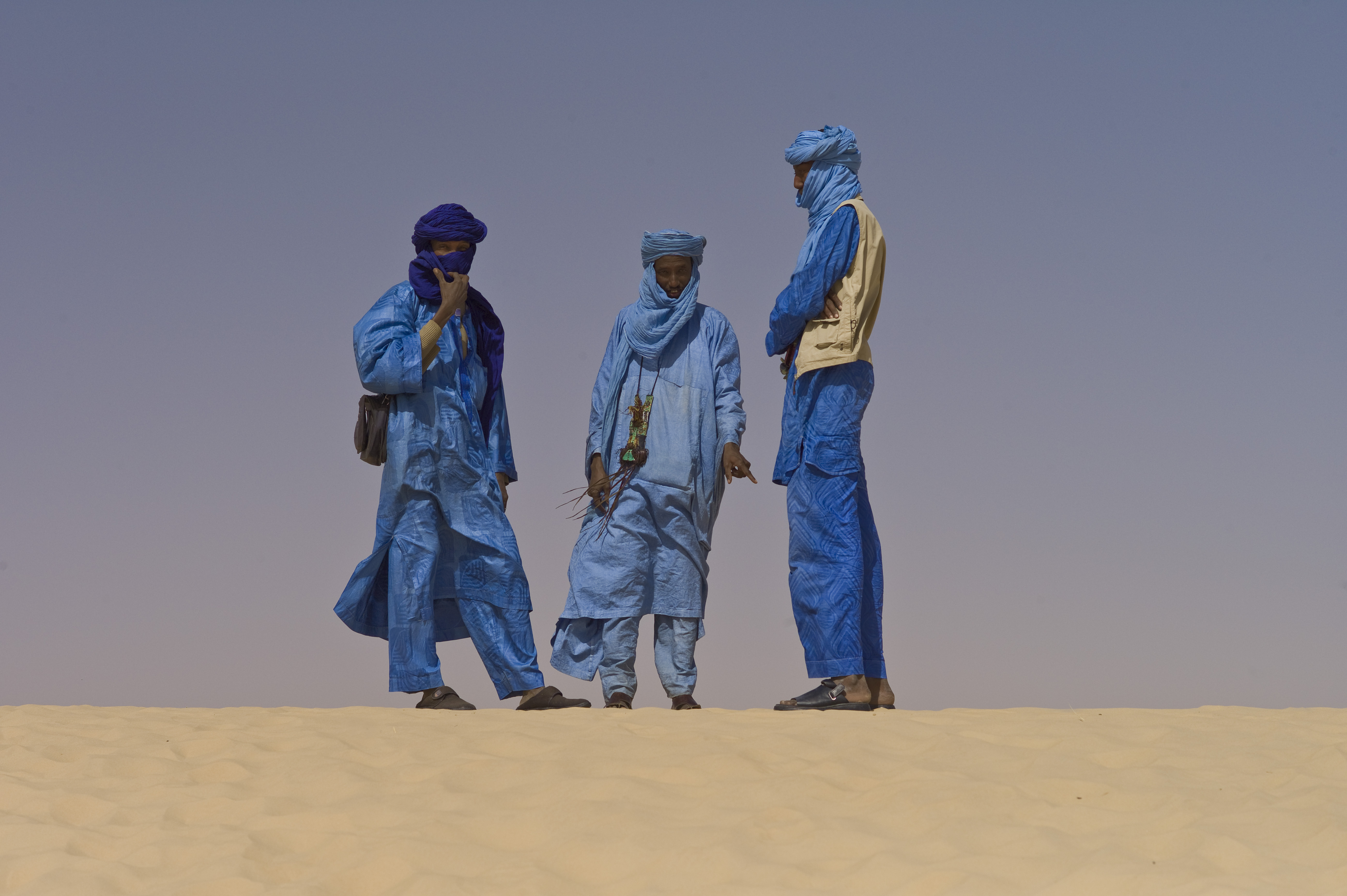
رجال طوارق في مهرجان الصحراء قرب تيمبكتو

### المرحلة الثالثة: المسيحية

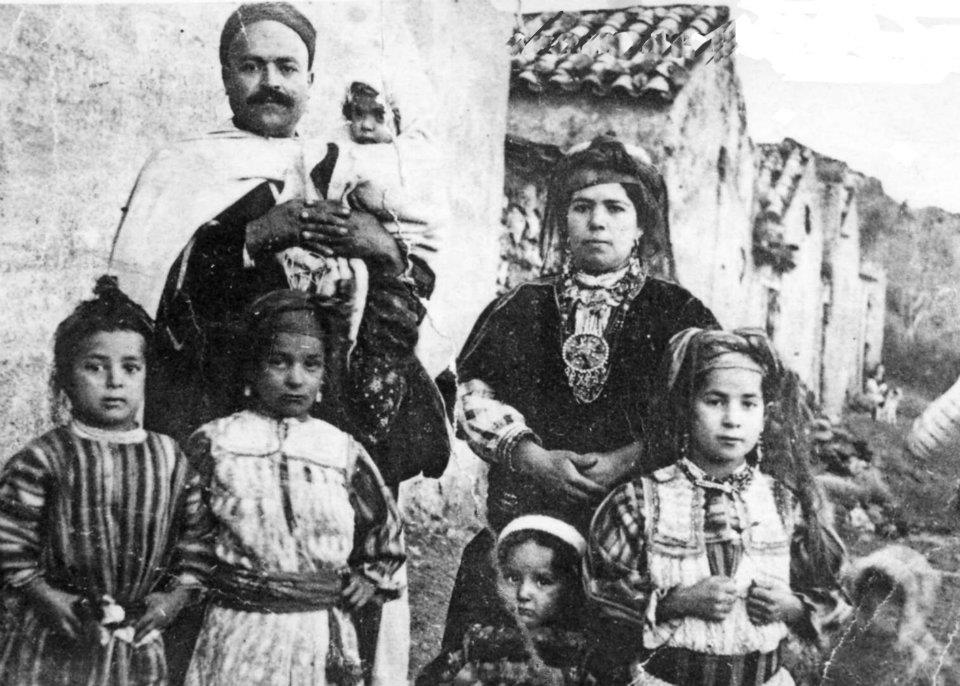
أسرة مسيحيَّة أمازيغيَّة من منطقة القبائل.

قبل وصول الإسلام إلى المنطقة، كانت معظم المجموعات الأمازيغية إمّا مسيحية أو يهودية أو روحانية، وآمن الأمازيغ أيضا بالديانة المسيحية، ودافعوا عنها في محنتها، من أمثال توتيلينونس وأرنوبيوس، كما برز أوغسطينوس وترتليان كأحد آباء الكنيسة وهما من الشخصيات المهمة التي لعبت دور في تطوير المسيحية الغربية، وكذلك تحكي المراجع العربية أن كسيلة بن لزم كان على النصرانية، وقد تكون قبائل البرانس التي كان على رأسها كذلك كانت على هذا الدين. وبزرت العديد من الأسماء المسيحية الامازيغية التي كان لهم تأثير كبير في العالم المسيحي، بما في ذلك آريوس، وأوغسطينوس،[استشهاد منقوص البيانات] ومونيكا، وأوريجانوس، وترتليان، وقبريانوس القرطاجي، وأليبيوس الطاغاسطي، ودوناتوس، وزينو الفيروني، وماريوس فيكتورينوس، ولاكتانتيوس، ومرسيلوس وكاسيان الطنجي؛ فضلًا عن ثلاثة بابوات للكنيسة الكاثوليكية البابا فيكتور الأول وملتيادس وغاليليوس الأول.
وصلت المسيحية إلى شمال أفريقيا منذ العصور الأولى لانتشارها على يد مبشرين عبروا إليها من فلسطين والدول المجاورة فاعتنق العديد من السكان خاصًة من الأمازيغ الديانة المسيحية وقد بُنيت الكنائس على مساحة المنطقة، وعرفت الكنيسة المغربيَّة انقسامًا خاصًا بها، هو المذهب الدوناتي - نسبةً إلى صاحبه دونات الكبير، أسقف الوطنيين، الذي أعلن عدم الاعتراف بأي كاهنٍ مهما علت مرتبته طالما كان مُستكينًا وراضخًا للسُلطات الإمبراطوريَّة، وطلب الاستشهاد في سبيل ذلك واستجاب لهُ كُل السَّاخطين على الإمبراطوريَّة وخاصَّةً من طبقات الكادحين. بعد الفتح الإسلامي للمغرب صمدت الجماعات المسيحيّة الأمازيغيَّة المحليَّة في الجزائر والمغرب وتونس حتى القرن الخامس عشر على الأقل حتَّى العصرين المُرابطي والمُوحدي.
أٌعيد إحياء المسيحية في المغرب العربي مرّة أخرى في القرن التاسع عشر مع قدوم البعثات التبشيرية المسيحية، ودخل عدد من السكان المحليين المسلمين إلى المسيحية خصوصًا في منطقة القبائل. وظهر بين مجتمع القبائل في الجزائر أقلية مسيحية حديثة التكوين، بروتستانتية وكاثوليكية. وتقدر دراسة نُشرت من قِبل معهد جامعة بايلور لدراسات الدين أٌجريت عام 2015 أن 380 ألف جزائري مسلم تحولوا إلى المسيحية في الجزائر. وتشير التقديرات إلى وجود بين 8,000 إلى 40,000 شخص من المغاربة الذين تحولوا إلى المسيحية في العقود الماضية والعديد منهم من أصول أمازيغية، ويفسر بعضهم تحولهم على أنه محاولة للعودة إلى «أصولهم المسيحية». ويُقدر تقرير الحرية الدينية الدولية لعام 2007 أن الآلاف من المسلمين الأمازيغ التونسيين قد تحولوا إلى المسيحية. ويُشير بعض العلماء والتقارير الإعلامية إلى أنه هناك عدد متزايد من المتحولين إلى المسيحية بين الأمازيغ.

### المرحلة الرابعة: الإسلام
وآمن الأمازيغ أيضا بالديانة الإسلامية وقاموا بنشرها. ويمكننا أن نلمس مدى تمسك الأمازيغ بالإسلام والدفاع عنه في نص ورد عن ابن خلدون بقوله:
| ” | وأما تخلقهم بالفضائل الإنسانية وتنافسهم في الخلال الحميدة وما جبلوا عليه من الخلق الكريم مرقاة الشرف والرفعة بين الأمم ومدعاة المدح والثناء من الخلق من عز الجوار وحماية النزيل ورعي الأذمة والوسائل والوفاء بالقول والعهد والصبر على المكاره والثبات في الشدائد. وحسن الملكة والإغضاء عن العيوب والتجافي عن الانتقام ورحمة المسكين وبر الكبير وتوقير أهل العلم وحمل الكل وكسب المعدوم. وقرى الضيف والإعانة على النوائب وعلو الهمة وإباية الضيم ومشاقة الدول ومقارعة الخطوب وغلاب الملك وبيع النفوس من الله في نصر دينه. فلهم في ذلك آثار نقلها الخلف عن السلف لو كانت مسطورة لحفظ منها ما يكون أسوة لمتبعيه من الأمم وحسبك ما اكتسبوه من حميدها واتصفوا به من شريفها أن قادتهم إلى مراقي العز وأوفت بهم على ثنايا الملك حتى علت على الأيدي أيديهم ومضت في الخلق بالقبض والبسط أحكامهم | “ |
| ” | وأما إقامتهم لمراسم الشريعة وأخذهم بأحكام الملة ونصرهم لدين الله، فقد نقل عنهم من اتخاذ المعلمين لأحكام: دين الله لصبيانهم، والاستفتاء في فروض أعيانهم واقتفاء الأئمة للصلوات في بواديهم، وتدارس القرآن بين:أحيائهم، وتحكيم حملة الفقه في نوازلهم وقضاياهم، وصياغتهم إلى أهل الخير والدين من أهل مصرهم التماسا في: آثارهم وسوء للدعاء عن صالحيهم، وإغشائهم البحر لفضل المرابطة والجهاد وبيعهم النفوس من الله في سبيله: وجهاد عدوه مايدل على رسوخ إيمانهم وصحة معتقداتهم، ومتين ديانتهم | “ |

«بمجرد ما تمكّن الإسلام من نفوس الأمازيغيين، هبوا إلى تقديم جليل الخدمات إلى الإسلام، مؤازرة لذويه، ومناصرة لما أتى به من حق، فتعددت وجوه الإسهام الذي تشكل على أيديهم، وتنوعت التضحيات الجسام التي ضحوا بها، ليكتبوا صفحات مشرقة من تاريخ الغرب الإسلامي». 

## الثقافة

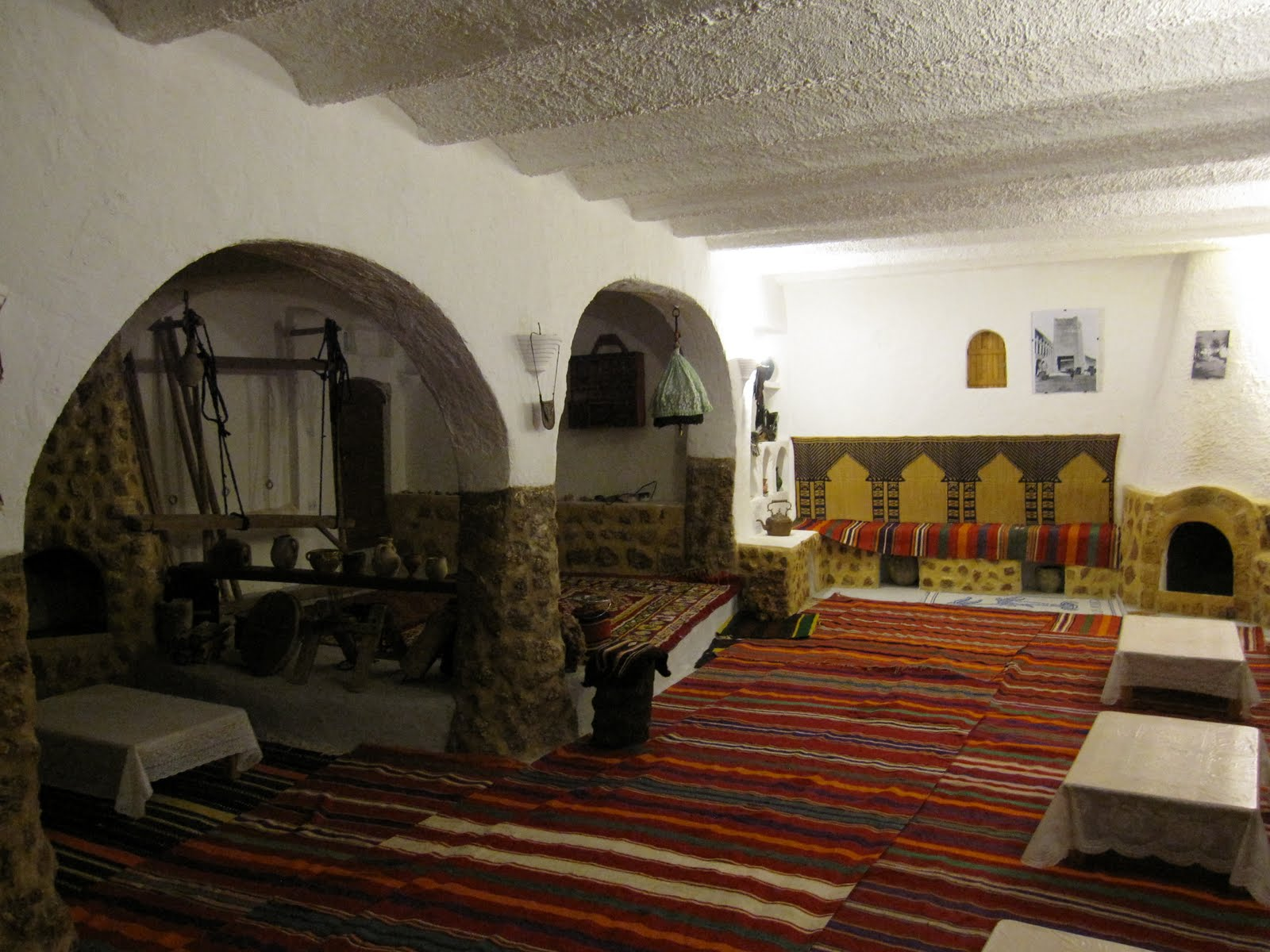
استراحة تقليدية بواحة غرداية الجزائرية

### الملابس
- البرنس (بالأمازيغية: اعلاو) مع تطويل الواو وهو رداء ذو غطاء لرأس مخروطي الشكل يصنع من الصوف غالبا لحماية الأمازيغ من البرد القارس خاصة في الجبال.
- الحايك الامازيغي: وهو لباس نسائي يغطي اغلب الجسم.
- تاملحافت: وهو عبارة عن ثوب طويل يلف على الجسم (للنساء).

### الأكل
- يشتهر الأمازيغ بالكسكس (سكسو) الذي هو أكلة أمازيغية معروفة الزميطة (تازميط) والتي هي من الشعير وبعض النباتات الأخرى.
- البسيسة (اضمين) وهو أيضا خليط من النباتات والشعير.
- لمرس: دقيق شعير يخلط بالماء ويشرب صباحا غالبا.
- زيراوي: هي أكلة تصنع من الثريد المقطع إلى قطع صغيرة يضاف إليها التمر المكدس (الغرس) ثم تخلط مع زبدة الماعز أو البقر وأحيانا يضاف إليها العسل وتقدم غالبا في الأفراح والمناسبات.
- أزكف: وبالدارجة المغربية «الحريرة» وهو خليط بين الماء والدقيق والزيت والملح على النار الهادئة.

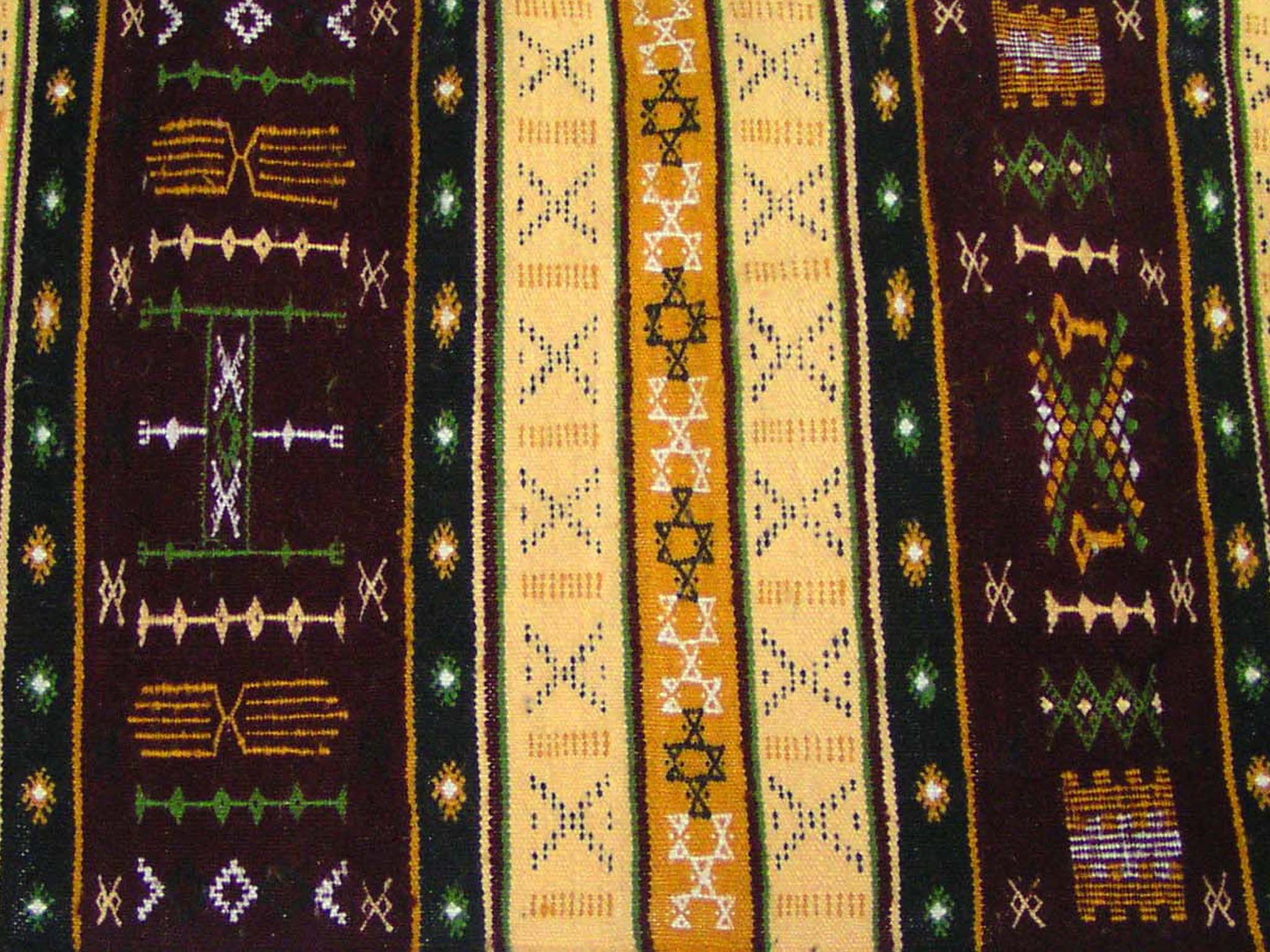
زربية أمازيغية من منطقة القبائل

### العادات
تعتبر العادات والتقاليد الاجتماعية للأمازيغ من روافد التأثير الإسلامي إلى الأمازيغية؛ حيث اتخذوا منها وسائل للتلقين والاستيعاب والفهم. ومن أهم العادات التعليمية التي نذكر منها: «التعليم الليلي» و«عرس القرآن» و«بخاري رمضان» و«المولد النبوي» ثم «أدوال» بنوعيه: النزهة والسياحات.
قبل الاسلام اعتاد الامازيغ على شرب بول الكلاب وشرب دماء انعامهم كما ذكر الرقيق القيرواني في كتابه "تاريخ افريقية والمغرب" كما لا تزال هذه العادة مشتهرة وممارسة من قبل عديد الثقافات في العالم، ابرزها العربية والبدوية منها غالبا.

#### التعليم الليلي
للمسجد أو (تيمزكيدا) في حياة الأمازيغيين أهمية قصوى باعتباره النادي العام لأهل القرية، ولأستاذ المسجد احترام، وهو الإمام، والمؤذن (غالبا) وقارئ الحزب، ومعلم الدروس المسائية لعموم أطفال القرية، الذين وجدوا في التربية الإسلامية بالأمازيغية عادات تحفزهم للتلهف على حضور دروس المسجد الليلية المختلفة عن الدروس النهارية التي تعلم الملازمين دراسة القراءة والكتابة باللغة العربية وحفظ القرآن، فالليل يخصصونه للمراجعة عندما يتفرغ أستاذهم للدراسة الليلية التي تهتم كل مساء بتعليم الأطفال ذكورا وإناثا، وبالرعاة والحرفيين الذين لا وقت لهم للدراسة نهارا، وبهذه الدروس يتعلمون قواعد الإسلام، وأحيانا قد يضطر بعض الأساتذة لتغريم المتخلفين منهم.
وللأطفال عادات يمارسونها تشوقهم إلى هذه الدروس الخاصة، كاعتيادهم الانطلاق بعد صلاة المغرب في عموم أزقة القرية مرددين إنشادات جماعية بأصوات طفولية موحية تحث الصغار على الالتحاق بالمسجد لتلقي الدروس الدينية، التي لايتخلف عنها ذكورهم وإناثهم ما لم يبلغوا سن البلوغ، وعادة مايلتقي الجميع في الطريق المؤدي إلى المسجد فيكونون صفا واحدا حاملين الحطب (ليستعمل في الإنارة وتدفئة ماء الوضوء)، وهم يرددون مرددات خاصة بتلك المسيرة. وقد ثمن «ديكو دي توريس» هذه الدروس في إحدى ليالي سنة 1550م، التي شاهد فيها كيف يعلم بها الأمازيغيون أولادهم، وبعدما وصفها بدت له معقولة جدا، إذ بعد أن يرعى الأطفال قطعانهم طوال النهار يجتمعون عند المساء في منزل معلم، وعلى ضوء نار يوقدونها بالحطب الذي حملوه معهم يستظهرون دروسهم.

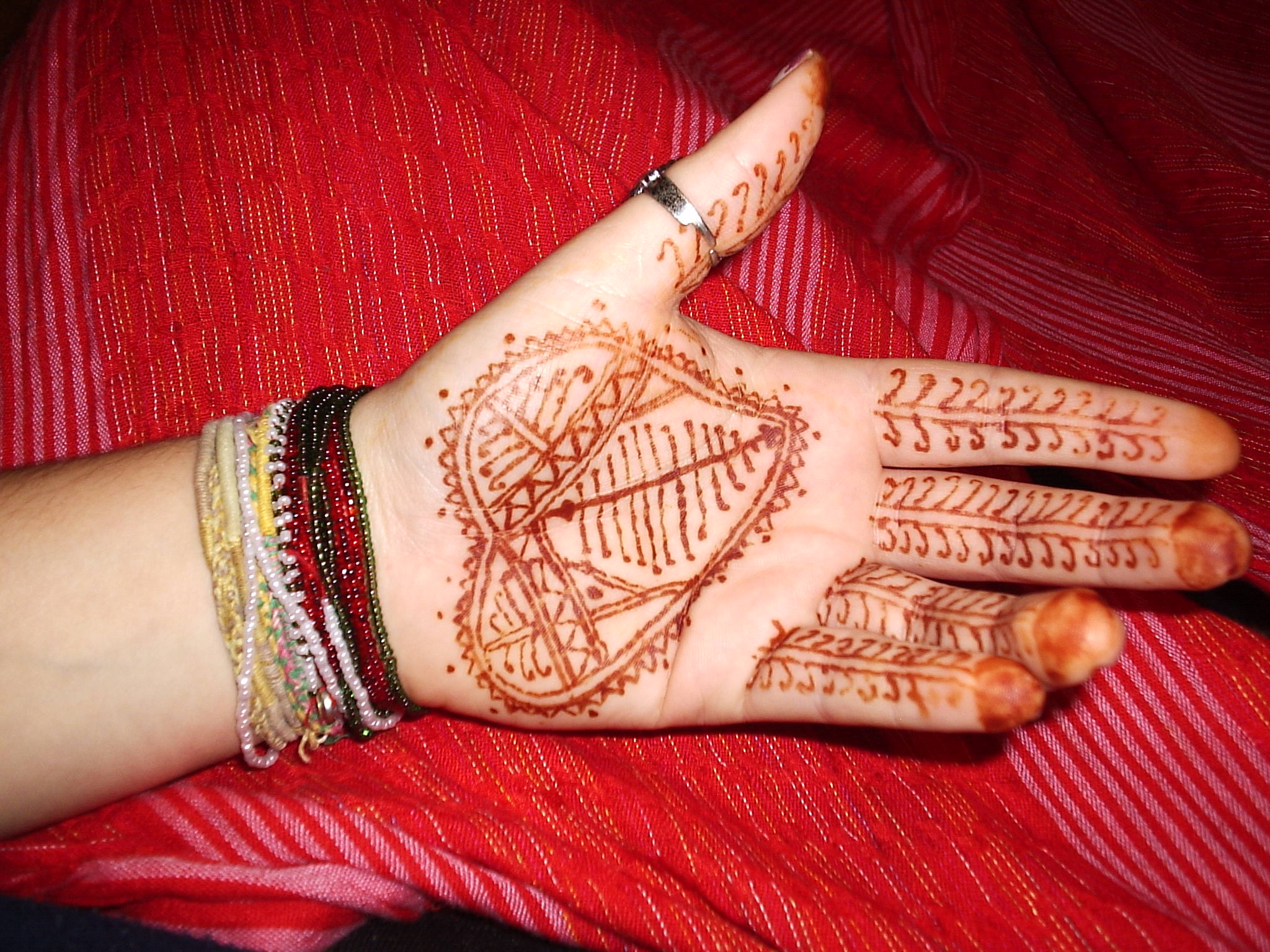
نقش أمازيغي بالحناء

#### سلوكت
هناك عادات هيأها الأمازيغيون لتنتقل عبرها الأفكار الإسلامية من العربية إلى الأمازيغية. ومن أبرز تلك العادات سلوكت التي تدعم الحضور الإسلامي في البيئة السوسية، فأثناءها يقرأ القرآن جماعيا، وتنشد قصيدتا البردة والهمزية للإمام البصيري، وكل ذلك باللغة العربية، ويتم فيها الشرح بالأمازيغية؛ لأن كل الفقهاء الأمازيغيين يفسرون معاني القرآن قدر المستطاع.
إن «سلوكت» احتفال خصصه الأمازيغيون للطلبة كي يحضروا في جميع المناسبات، ويؤكدوا على حضور الإسلام في كل الممارسات، ولحضور مناسباتها يكون الطلبة قد تهيؤوا واستعدوا وتزينوا بأحسن ماعندهم، ويستقبل مجيئهم بغاية الفرح والسرور، ويعبرون عن فرحتهم بحماسهم في أداء «تاحزابت»، وإنشاد شعر يمدح الكرماء في مايسمونه «ترجيز». ويعتمد حفل «سلوكت» على ثلاث دعائم: تاحزابت والبوصيري وترجيز، ولكل منها دور في التفاعل القوي بين الأمازيغيين والمتن الإسلامي.

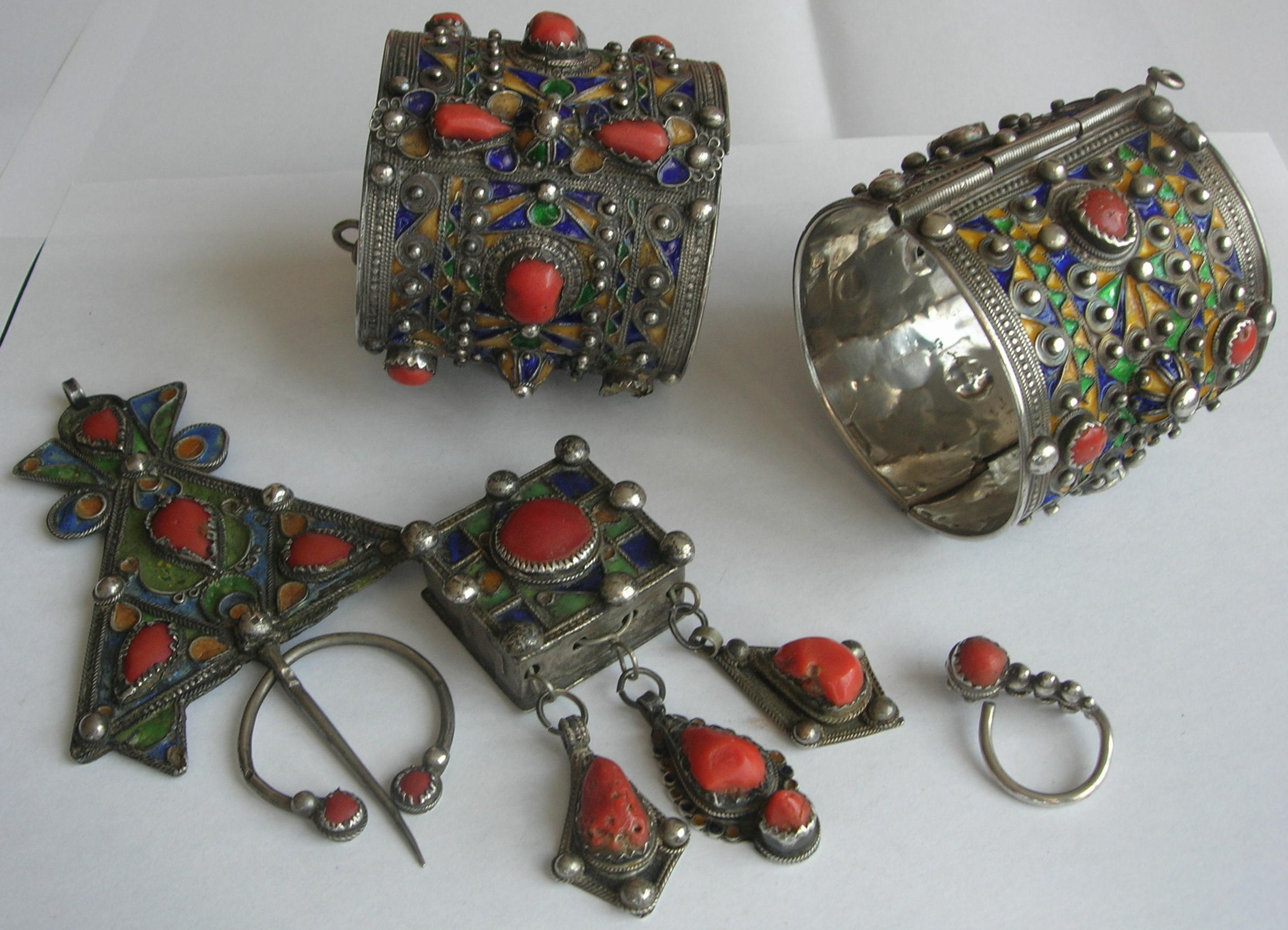
حلي أمازيغية

#### تاحزابت
«تاحزابت» نسبة إلى حزب القرآن الكريم، والمقصود بها نوع من أداء قراءة القرآن برفع الصوت بأقصى مافي حلوق الطلبة من قوة وتمطيط في القرآن جماعة في منتزهاتهم (أدوال)، أو في المواسم التي يتلاقون فيها. وطريقة إنشاده تخلق تواصلا، ويتجلى تأثيرها على ملامح القراء الذين يؤدونها بحماس تجسده حركاتهم الموقعة بإيقاع طريقة القراءة، ويعبر عنه اندماجهم في الأداء، وكذلك ترحيب الناس وتشجيعهم لجودة القراءة. ولعل هذه الاحتفالية هي سر المحافظة عليها رغم ماواجههم من انتقادات؛ حيث قاومها كبار العلماء، وقد اهتم الشعر الأمازيغي التعليمي بالمتن القرآني، فنظمت أبيات ومقاطع بعضها خاص بالرسم القرآني، وبعضها بالتجويد. وكثيرا ماتنشد بالأمازيغية خلال حفل سلوكت القرآني.

#### البردة والهمزية
لا ينعقد الـ «سلوكت» بدون إنشاد قصيدتي: «البردة» و«الهمزية» للبوصيري، وإذا كانت «تاحزابت» قناة للقرآن في مجال التفاعل بين الإسلام والأمازيغية، فإن البردة والهمزية قناتان للمديح النبوي من تأليف الإمام البوصيري (ت 696 هـ ـ 1296 م)، اكتسبتا نوعا من القدسية التي يوحي بها تلازمهما لـتاحزابت القرآن، ولأن الاعتقاد في قدرات القرآن امتد إلى كتب دينية مثل صحيح البخاري ودلائل الخيرات (للجزولي) الذين يحظيان في شمال أفريقيا باحترام بالغ، إلا أن أهم مثال في هذا المجال هو: البردة التي ترجمت إلى الأمازيغية وتكتب بها التمائم، وتنشد عند الدفن وتكتب على جدران المساجد.

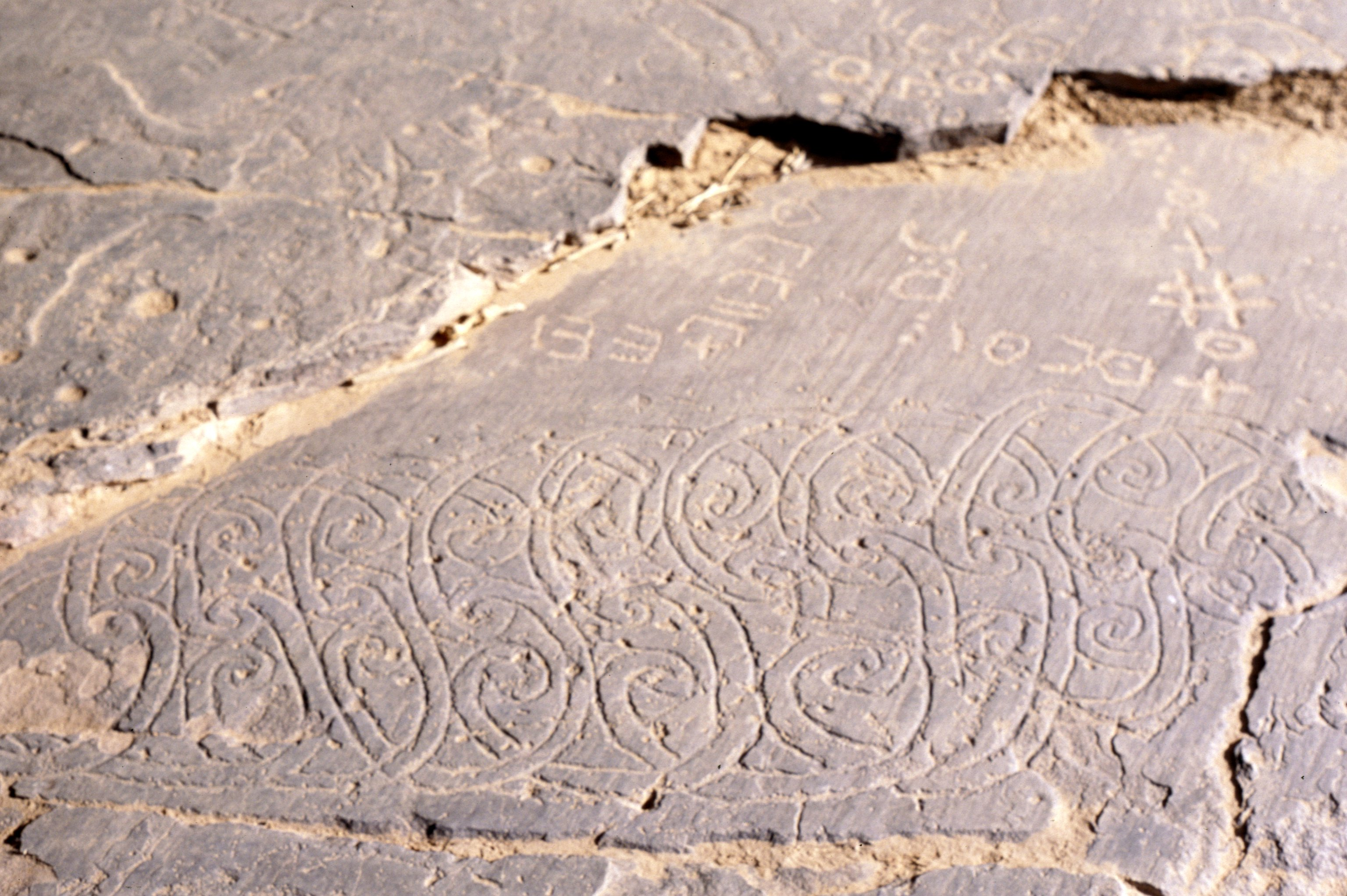
خط تيفيناغ إلى جانب أشكال دائرية منقوشة في الصخور، بولاية تمنراست

#### الترجيز
«الترجيز» صيغة أمازيغية لكلمة الترجيز في العربية، والمقصود بها في حفلة الـ «سلوكت» هو إنشاد الأشعار العربية بطريقة خاصة، إذ يبدؤها فرد واحد منهم ثم يرددها بعـده الآخرون، ويتدخل آخر مضيفا أو مجيبا سابقه. ويمثل هذا الترجيز تفاعلاً بين المستمعين الأمازيغيين الذين يجهلون العربية، وبين الطلبة الذين قد يدركون بعض معاني ماينشدون، والعلاقة الجامعة للتأثر بين المستمعين والقراء هي طريقة الإنشاد مما له علاقة واضحة عند العارفين بطريقة إنشاد حوار العقول الشعرية خلال العرض الشعري في أحواش، تلك العادة التي تواكب قراءة القرآن في تاحزابت وإنشاد الأشعار العربية في الاحتفال بـالطلبة في المواسم الكبرى حيث يلتقي عشرات الحفاظ في مجموعات يخصص لها مكان معين في الموسم. وتتناوب المجموعات على قراءة ربع حزب من القرآن لكل جماعة على حدة، فإذا وصل دور مجموعة منهم جاء جميع الحاضرين، ووقفوا عليهم يحصون عليهم الأنفاس، فإذا مالوا ولو خطأ في وقف أو إشباع أو قصر أو توسط أو غير ذلك من أنواع التجويد صفق لهم جميع الحاضرين من الطلبة تشهيرا للسامعين بعظم الزلة، وربما سمع التصفيق العوام المشتغلون بأنواع الإتجار خارج المدرسة فيصفقون هم أيضا.
وهناك من يقول عن سلوكت أنها تامغران لقرآن، أي عرس القرآن، لأنها احتفال له مقوماته الخاصة. فهو احتفال لا يهتم بتبليغ خطاب ديني بالأمازيغية بصورة مباشرة، ولكن الاعتقاد في حصول الثواب به هو الذي جعلهم يقبلون عليه بكل حواسهم مخصصين له النهار كله كما يخصص قسط من الليل لاحتفال أحواش.
ولكن الاحتفال بالقرآن في عرسه تامغرا ن لقرآن لا يتناقض مع احتفال الرمز الشعري في عرسه: أحواش لأن العادات الأمازيغية تعتبرهما غير متناقضين، بل إن أحدهما يكمل الآخر بأداء وظائف محددة، ذلك أن سلوكت احتفال بكلام الله، وسنة رسوله وبحفاظهما، أما أحواش فاحتفال بفنية كلام العباد، وبنبل أعمالهم المعبر عنها بلسان الشعراء ءيماريرن وروايس إن سلوكت وأحواش احتفالان لاتتم بهجة مناسبة أمازيغية بدونهما، بل إن من عوائد المغرب وخصوصا سوسنا الأقصى، أن الأعراس والختمات القرآنية في الأفراح والاحتفالات سواء.

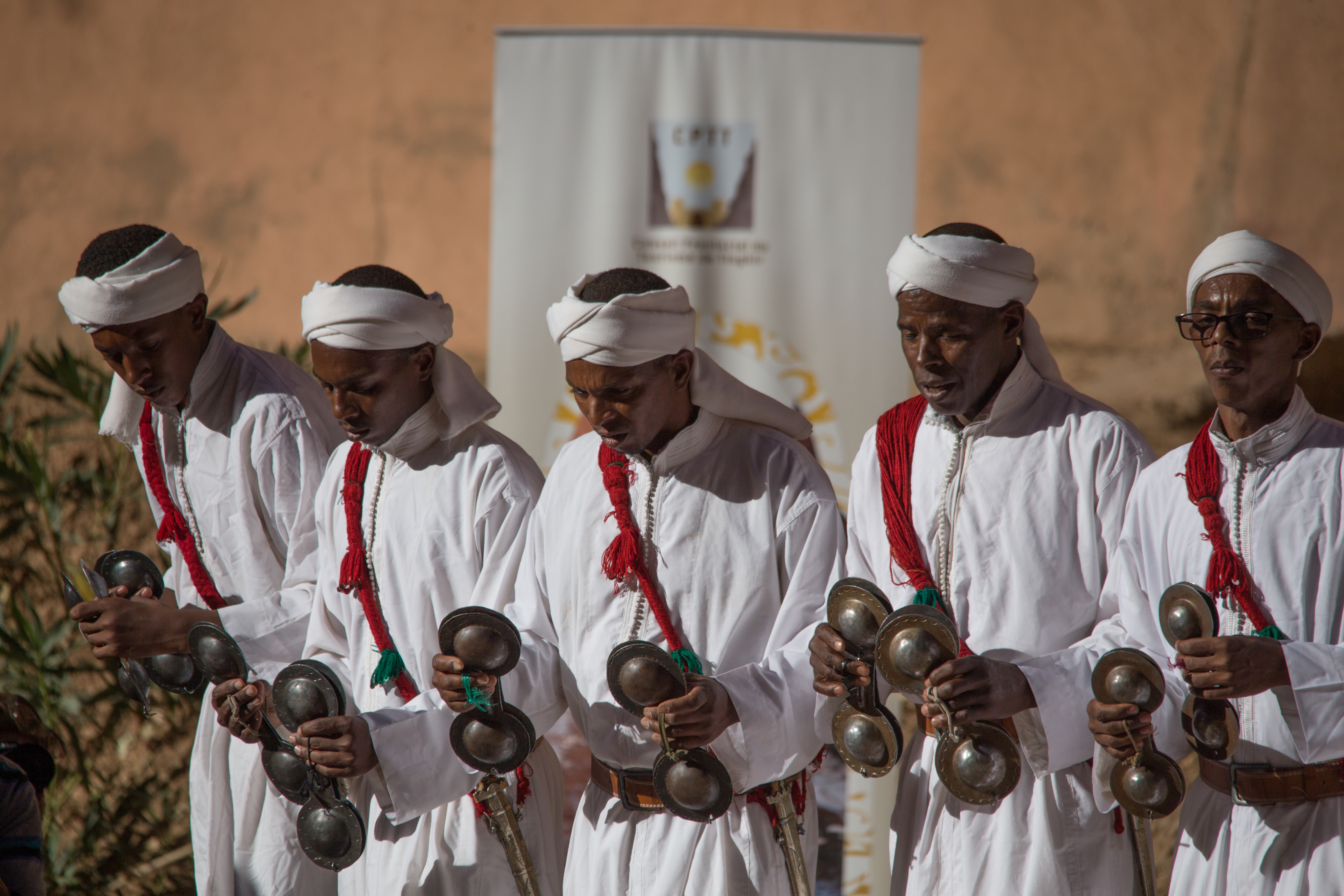
مجموعة تؤدي موسيقى كناوة في زاكورة بجنوب شرق المغرب

#### الألغاز الشعبية
لا يقل اللغز في الثقافة الأمازيغية قيمة عن غيره من الفنون كالشعر والحكاية، ولا يقل عنها انتشارا وتداولا في الثقافة الشعبية الأمازيغية، فاللغز هو اختبار القدرات العقلية، وامتحان الجالسين لأجل التثقيف والتربية، وتعلم الدروس الحياتية، وليس مجرد سؤال غرضه الوحيد والأوحد هو التسلية، ورؤية الباحث فرناندو بنطولا أن اللغز الأمازيغي يعكس صورة واقعية أقوى من الألغاز الشعبية في الثقافات الأخرى. وتمارس هذه اللعبة في المجتمع الأمازيغي في جو مفعم بالحيوية والمرح والمتعة، في إطار تنافسية قوية واختبار أقوى للقدرات العقلية وللذكاء، ويكون الهازل الأكبر هو صاحب اللغز حيث يستفز مخاطبيه، ويحرك مشاعرهم حتى ينفعلوا.

#### الضحك والنكتة
استعمل المجتمع الأمازيغي الضحك والنكتة كسلاح للتغلب على كل ما يخيفه ويحزنه، وجعل منهما وسيلة للشعور بالطمأنينة والأمن في بلاده. كما استخدمهما كأداة للانتقام والشعور بالتفوق كلما تعرض لعنف أو إقصاء أو تهميش. أصبحت السخرية من خلال فن القول الشفهي والكتابة الحديثة وسيلة لمواجهة الأخطار الخارجية، وضرب الأمثال وتعلم الدروس، والتعبير عن الرفض للممارسات التي تهدد لغته وثقافته ووجوده الهوياتي.

## دراساتالحمض النووي
أثبتت دراسات على عينات من الحمض النووي لعدد كبير من سكان شمال أفريقيا في: المغرب والجزائر وتونس أن الصفة E-M81 أو (E1b1b1b) - التي قدر عمرها بحوالي 5600 سنة -  هي الصفة المميزة بشكل خاص لذوي الأصول الأمازيغية الناطقين بها وذلك بنسبة 60 إلى 80 في المائة، وعند عرب المغرب بنسبة 30 إلى 50 في المائة، والصفة E-M78 بنسبة 2 إلى 12 في المائة عند الناطقين بالأمازيغية، وبنسبة 10 إلى 44 في المائة عند عرب المغرب، والصفة E-M35 عند الناطقين بالأمازيغية بنسبة 8 في المائة وكذلك بالنسبة للصفة J-M267، وهذا يجعلنا نستنتج أن الانتماء اللغوي لا يعكس تماما الانتماء العرقي.

تظهر الصورة انتشار السلالة E1b1b1b من 80% إلى 0%

وأثبتت الدراسات أن 62 في المائة من طوارق النيجر لا يختلفون في جيناتهم عن باقي سكان النيجر وأن 9 في المائة فقط منهم يحملون الجين المميز للأمازيغ E1b1b1b.
كما ثبت وجود هذا التطفر بنسب قليلة بين بدو صحراء النقب ولبنان وقبرص التركية وفي إسطنبول التركية وشمال شرق تركيا وجنوبها الغربي وفي جنوب الجزيرة العربية وجد بنسبة ضعيفة 0.6% في الإمارات العربية المتحدة.
وأثبت هذا العلم أيضاً أن هذه الصفة (E1b1b1b) تمثل أقل من 8% من الشعب المصري؛ فهي ليست من صفات المصريين. بينما يمثل العنصر الرئيسي (E1b1b) بأنواعه من 45% - 50% من الشعب المصري
وثبت أيضا أن اليهود المغاربة ليسوا من السلالة E-M81 أو (E1b1b1b) فهم يتوزعون على السلالات (5% من E1b1b1 و15% من E1b1b1a و30% من G2a و20% من J2 و10% من J1 و10% من T و10% من R1b1c) وهذا حسب دراسة Shen et al. 2004 وكذلك الأمر فإن السلالة E-M81 ليست مكونا في اليهود الليبيين وهذا قد يدل على أن الأمازيغ المغاربة لم يعتنقوا الدين اليهودي أو تحولو عنها فيما بعد.
أما بالنسبة للغوانش سكان الجزر الخالدات فالسلالة E-M81 تمثل بينهم 26,64%
قبائل الجزائر نسبة الجين الأمازيغي عندهم أقل منه عند بعض مجموعات عرب الشمال الأفريقي. E1b1b1b (E-M81) نسبته (47.36%) وR1*(xR1a) نسبته (15.78%) وJ1 نسبته (15.78%) وF*(xH، I،J2،K) نسبته (10.52%) وE1b1b1c (E-M123) نسبته (10.52%) 
وفي عام 2007 اكتشف باحثون أوروبيون مجوهرات حجرية ملونة بمادة نباتية قرب مدينة بركان (مغارة زكزل) المغربية، وقدروا عمر المستويات الأركيولوجية التي وجدت فيها هذه المجوهرات البدائية ب 82.000 سنة.

## أعلام
| - يوغورطا - مولاي محسن العسلي - ديهيا - كسيلة - عسو أوبسلام - موحا أوحمو الزياني - أبو موسى الجزولي - مصطفى بن بولعيد أسد الأوراس وبطل الثورة الجزائرية - عباس بن فرناس - ابن بطوطة - عبدي آمين أم البواقي - لالا فاطمة نسومر - يحيى بن يحيى بن كثير - عبيد الله بن يحيى بن يحيى بن كثير مسند الأندلس - يوسف بن تاشفين - محمد بن عبد الكريم الخطابي - مصطفى المنصوري - امحمد بن علي أوزال - يوبا الأول - يوبا الثاني - اليمين زروال الرئيس الجزائري السابق | - زيري بن مناد الصنهاجي - بلكين بن زيري - المعز بن باديس - أبو زيان[ ؟ ] - سليمان باشا الباروني - ميلود بن سعيد الشقروني - علي ساسي التقربوصي - موسي بك قرادة - سالم بك البرشوشي - زين الدين زيدان - كريم بن زيمة - معتوب لوناس - ماسينيسا - سيفاكس يوكرتن - لوكيوس أبوليوس - كاتب ياسين - الطاهر وطار - مولود فرعون - إبراهيم أفيلاي - سعيد سيفاو المحروق - ابن تومرت - أبو القاسم الزياني - محمد المختار السوسي | - سليمان الباروني - العربي بن مهيدي - ابن آجروم - هواري بومدين - خليفة بن عسكر - عمرو خليفة النامي - أحمد أحنصال - الأمير عبد القادر - الشيخ بوعمامة - الشيخ المقراني - العلامة عبد الحميد بن باديس - المفكر الإسلامي مالك بن نبي - شاعر الثورة مفدي زكرياء - الكاتب مولود معمري - الشاعر سي موحند ومحند - أب الثورة الجزائرية الشيخ مصالي الحاج - شيشناق أمير بربري حكم مصر بصفة فرعون - مدغيس الأب الروحي لنوميديا - برنيس[ ؟ ] أخ مدغيس - تاكفريناس حارب الرومان 7 سنوات - الكاتبة العالمية أسيا جبار - الفيلسوف القديس أوغسطين - الملك صفاقص - مها الجويني |

## وصلات خارجية
- الأمازيغ على موقع ميوزك برينز (الإنجليزية)
- البربر في تونس من إنتاج الجزيرة الوثائقية 2009 (وثائقي)